# Seznam druhů papoušků
Toto je seznam druhů papoušků. K roku 2020 bylo určeno celkem 402 druhů, z čehož 387 papoušků přežívá a 15 je jich vyhynulých.

## Čeleď Psittacidae (papouškovití)

### Podčeleď Psittacinae

#### Rod Psittacus (žako)

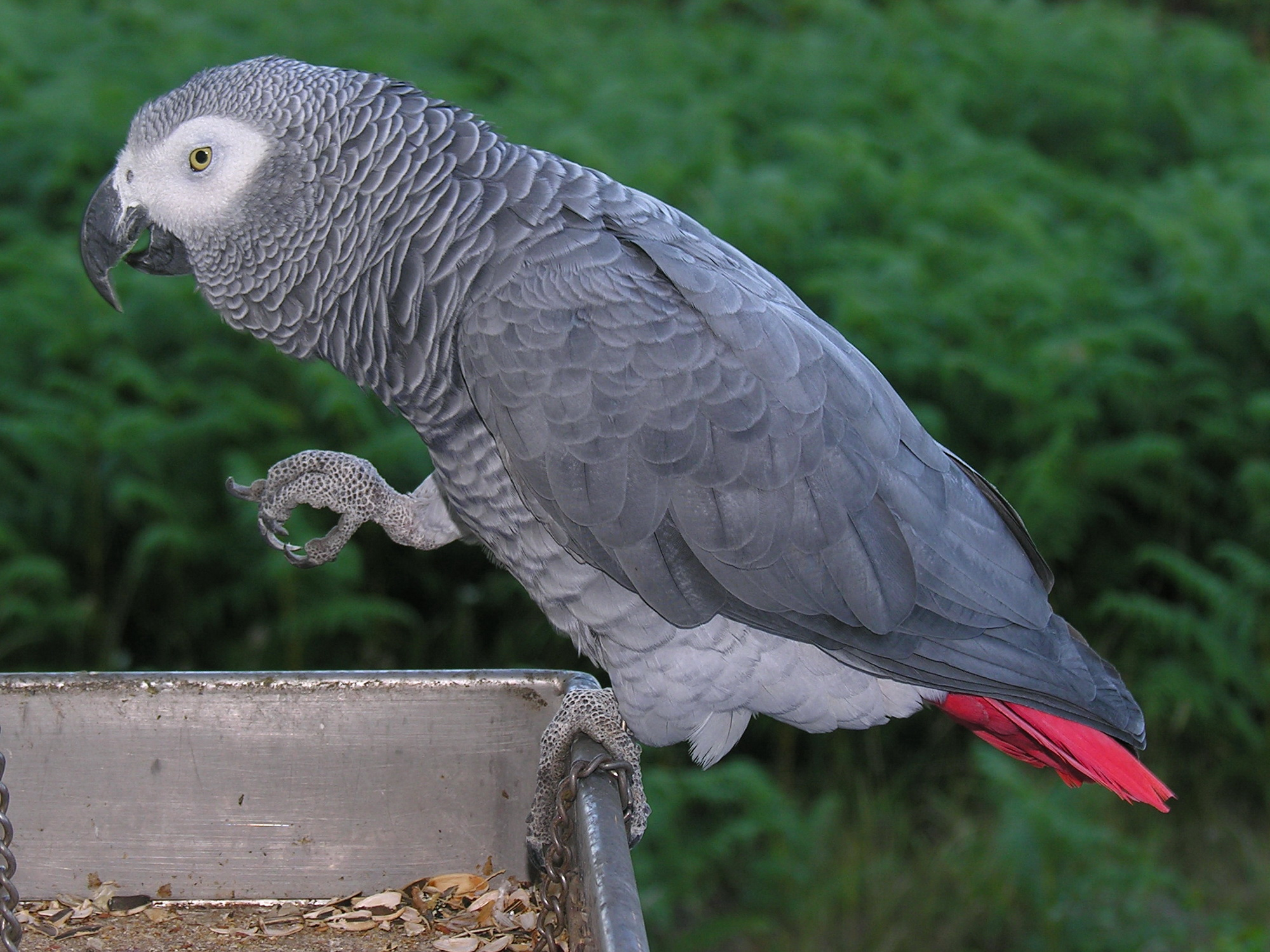
Žako šedý

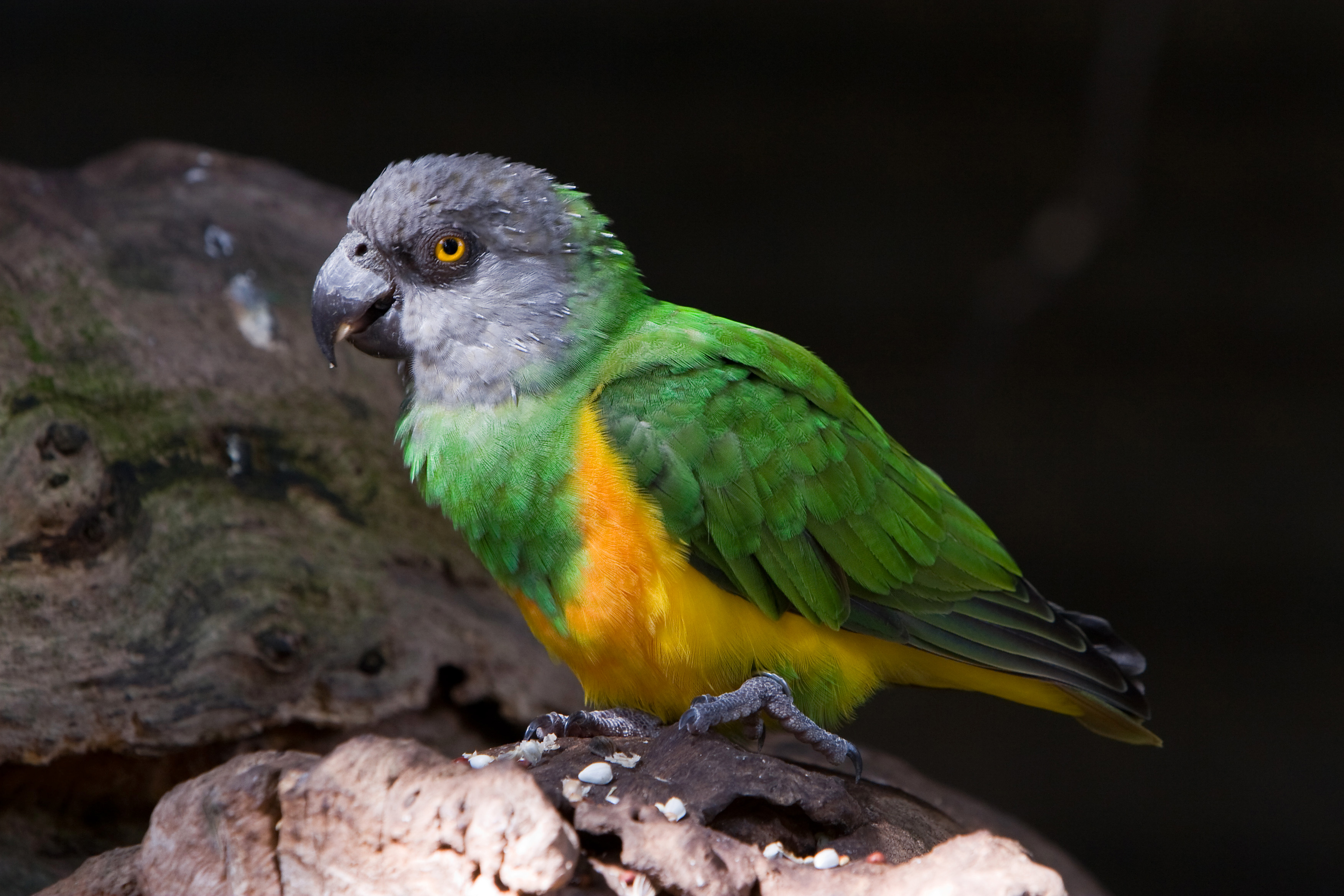
Papoušek senegalský

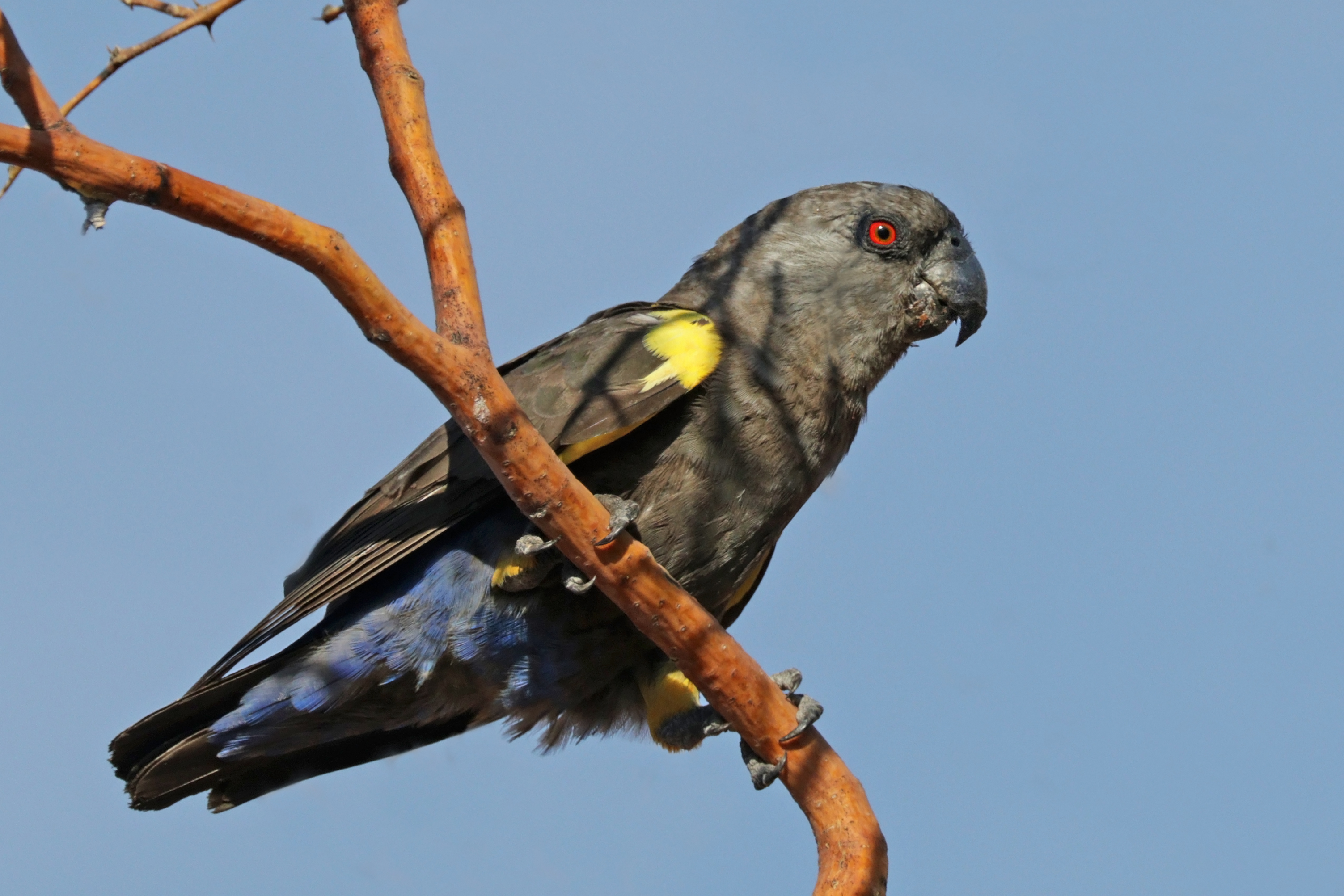
Papoušek hnědý

- Žako šedý (Psittacus erithracus)
- Žako liberijský (Psittacus timneh)

#### Rod Poicephalus
- Papoušek senegalský (Poicephalus senegalus)
- Papoušek červenobřichý (Poicephalus rufiventris)
- Papoušek hnědý (Poicephalus rueppellii)
- Papoušek kapský (Poicephalus robustus)
- Papoušek žlutotemenný (Poicephalus meyeri)
- Papoušek konžský (Poicephalus gulielmi)
- Papoušek žlutočelý (Poicephalus flavifrons)
- Papoušek hnědohlavý (Poicephalus cryptoxanthus)
- Papoušek niamský (Poicephalus crassus)

### Podčeleď Arinae

#### Rod Cyanoliseus

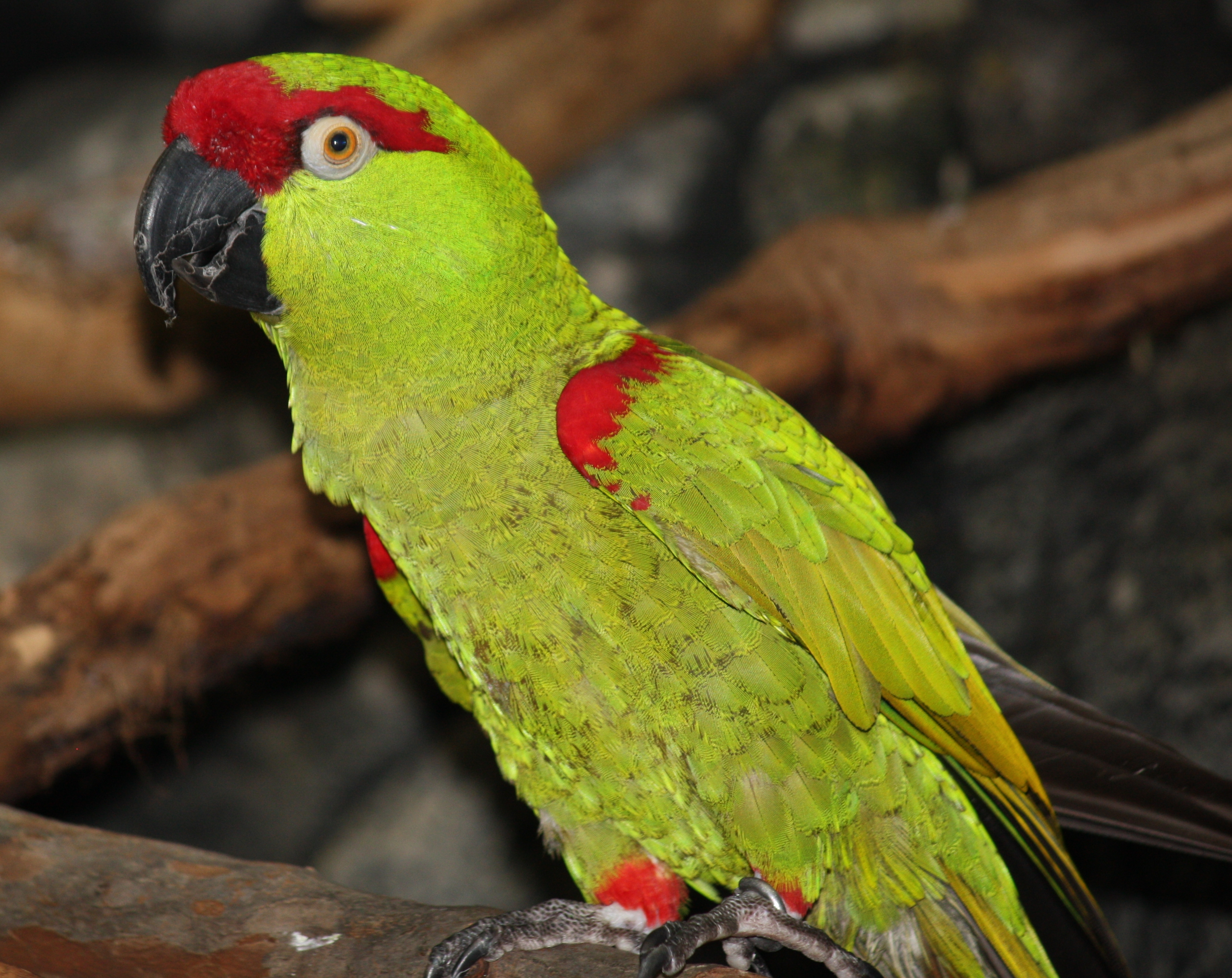
Arara zelený

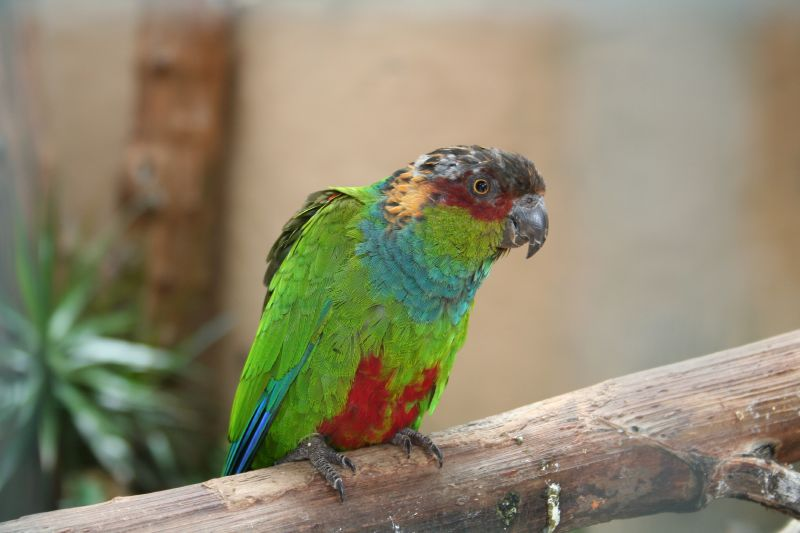
Pyrura modrobradý

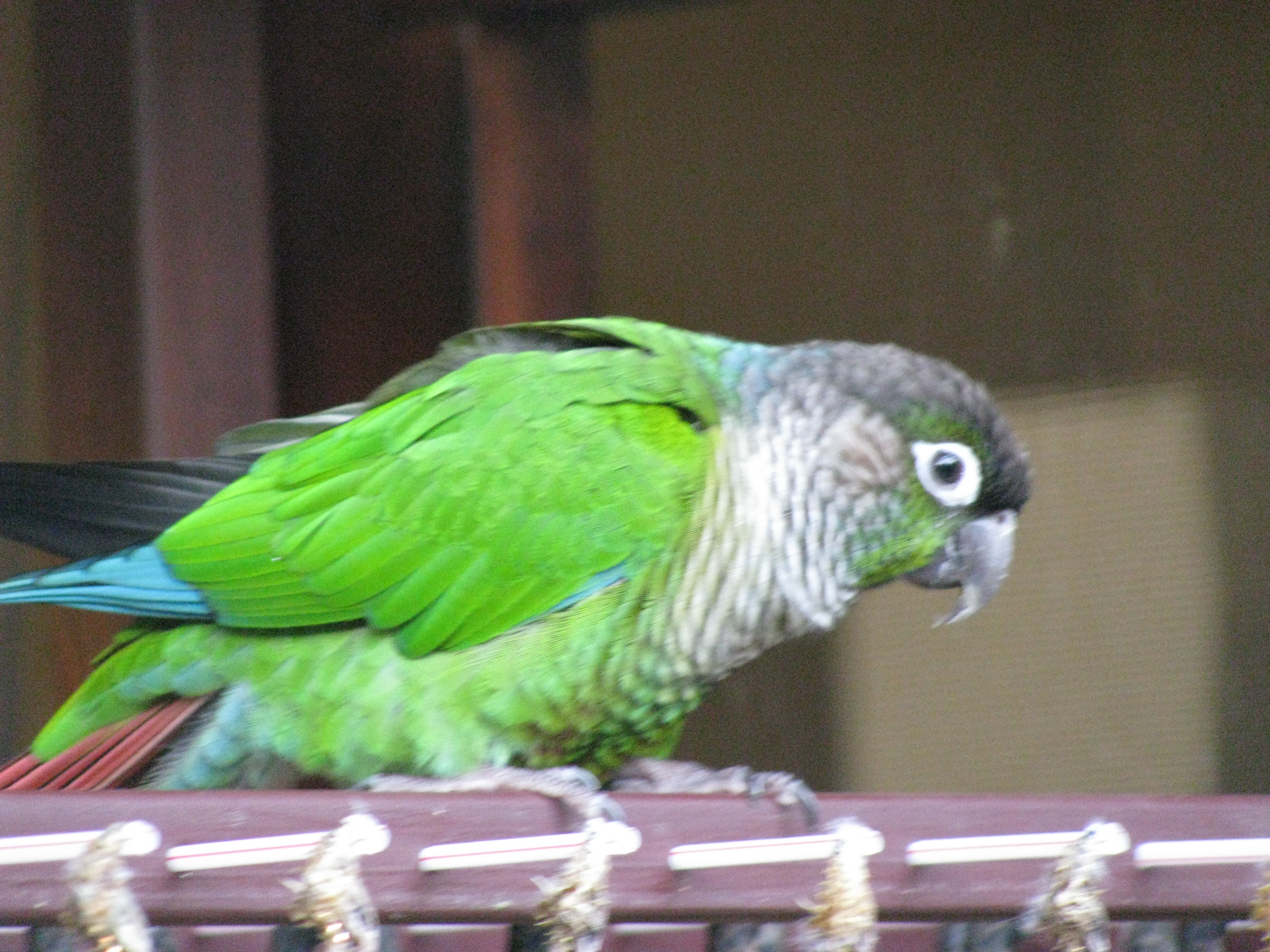
Pyrura zelenolící

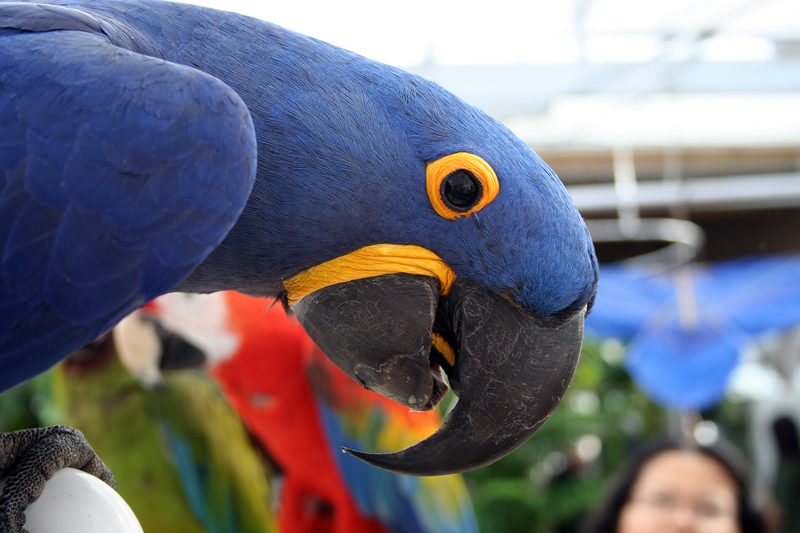
Ara hyacintový

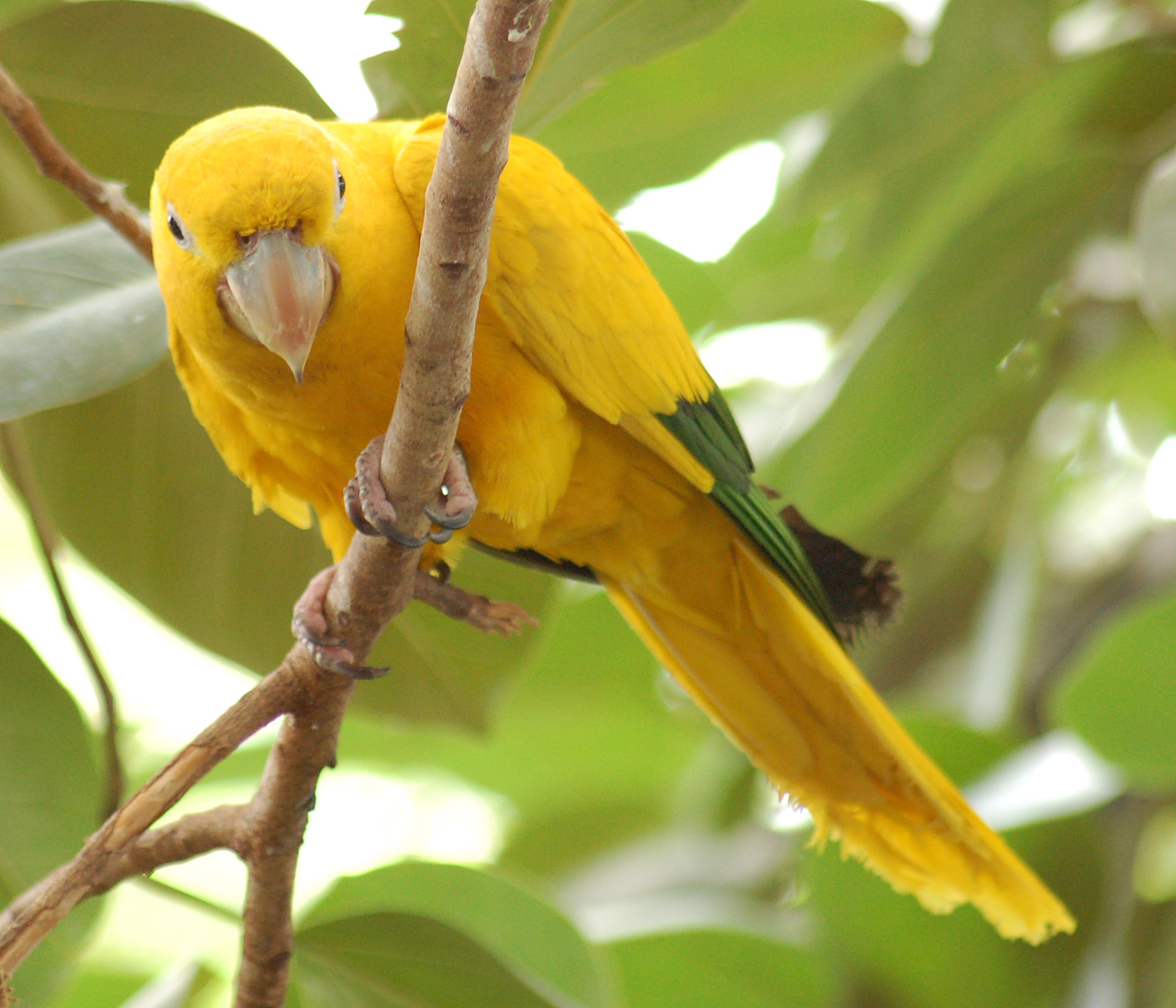
Aratinga žlutý

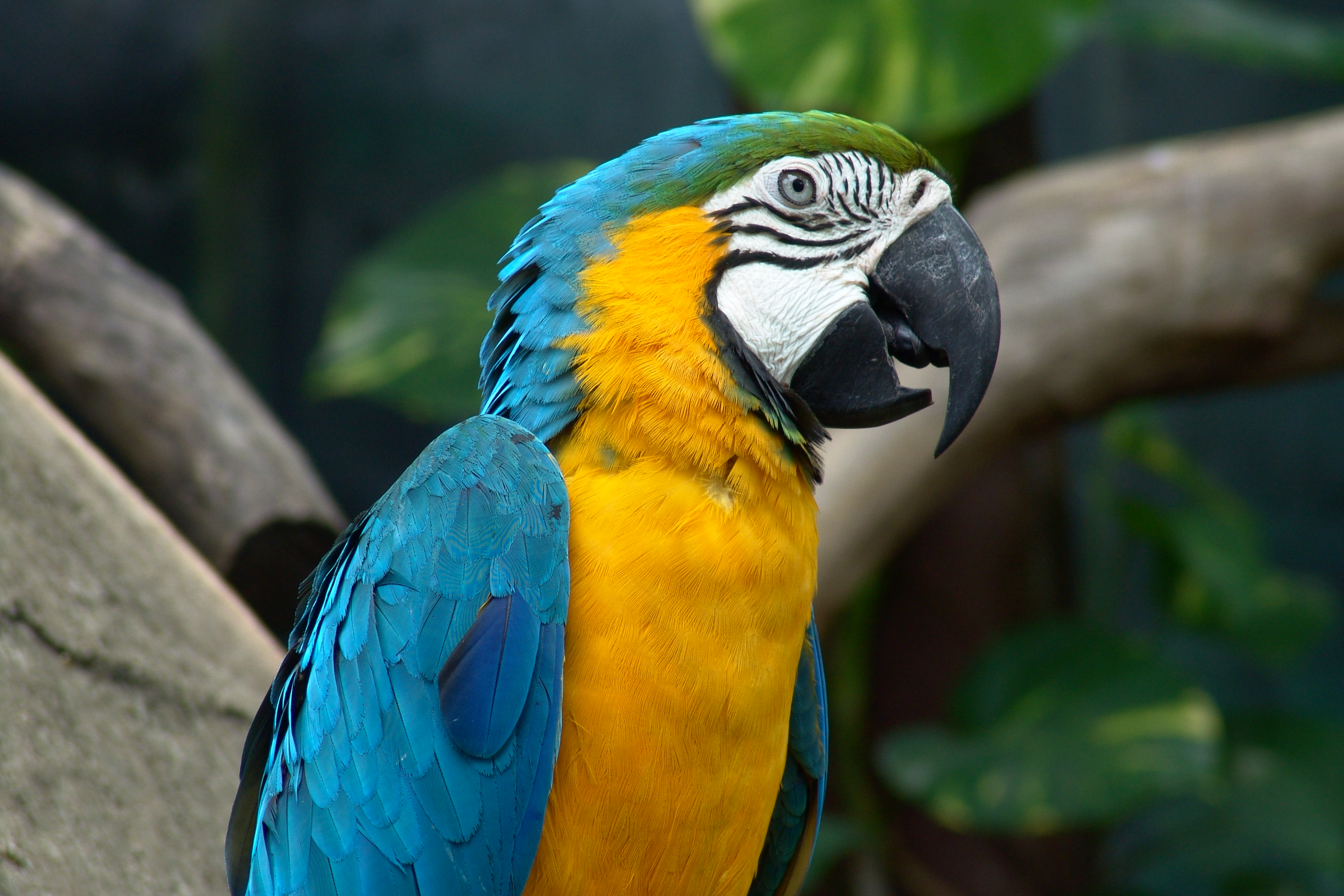
Ara ararauna

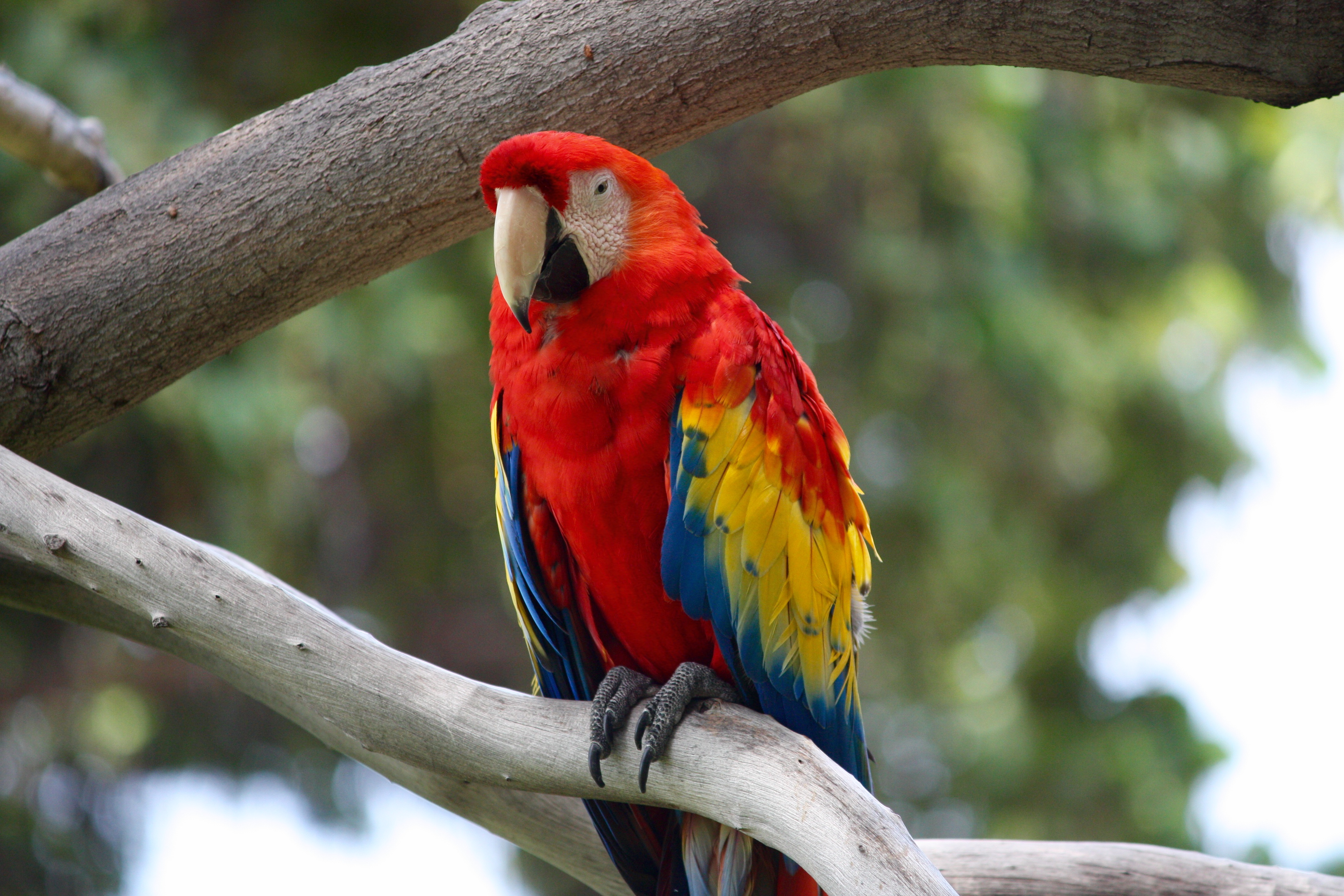
Ara arakanga

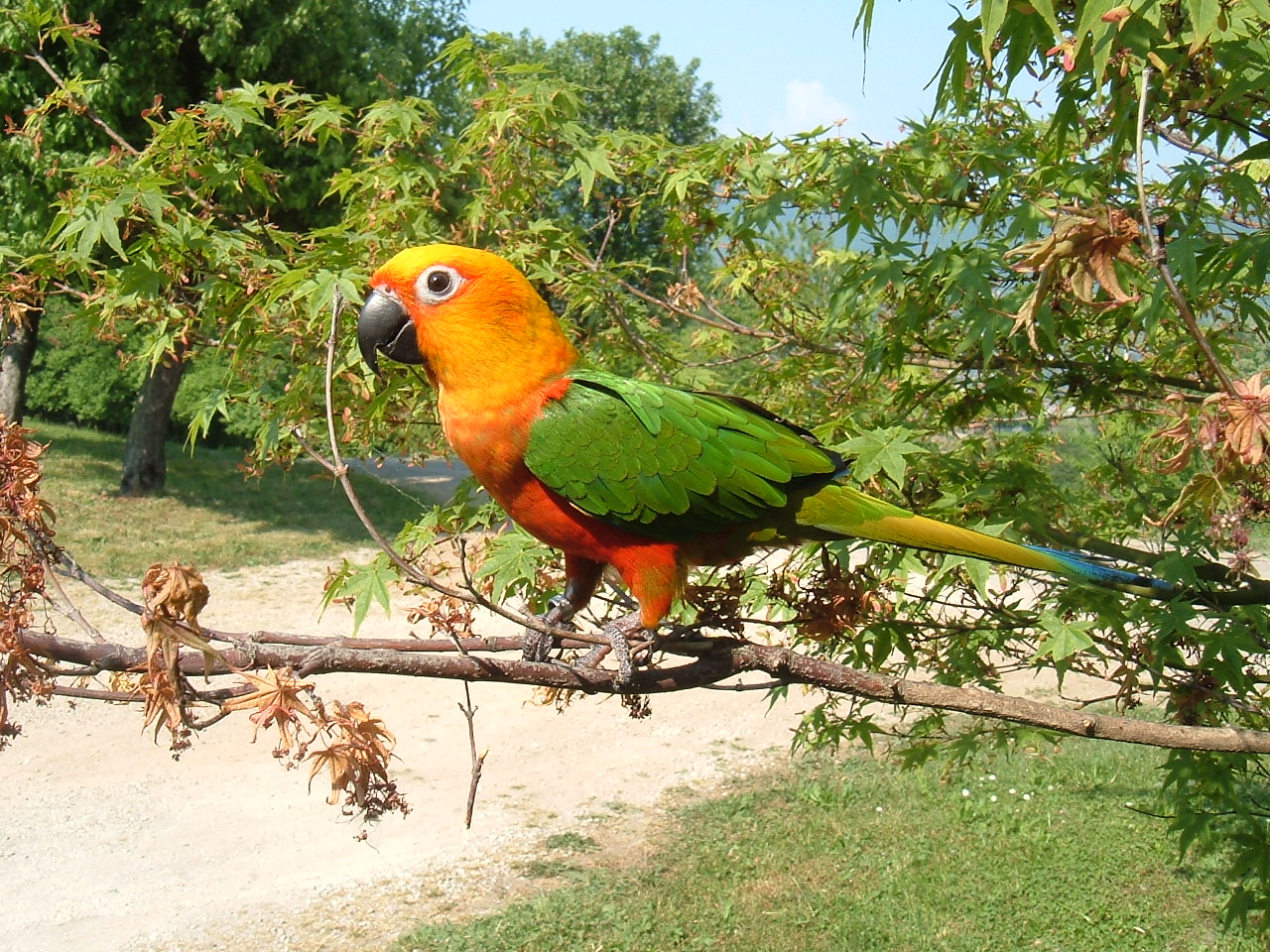
Aratinga jendaj

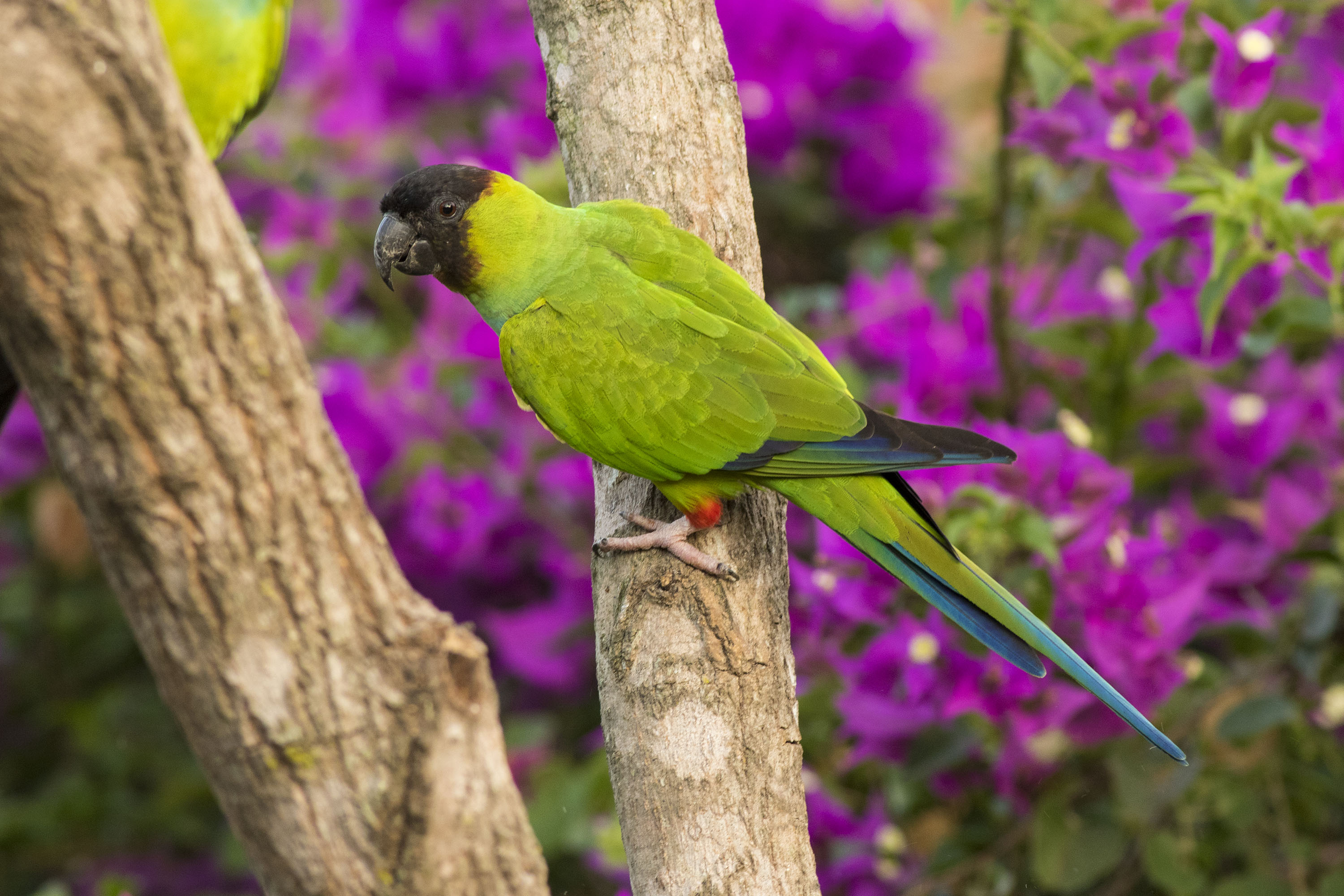
Nandej černohlavý

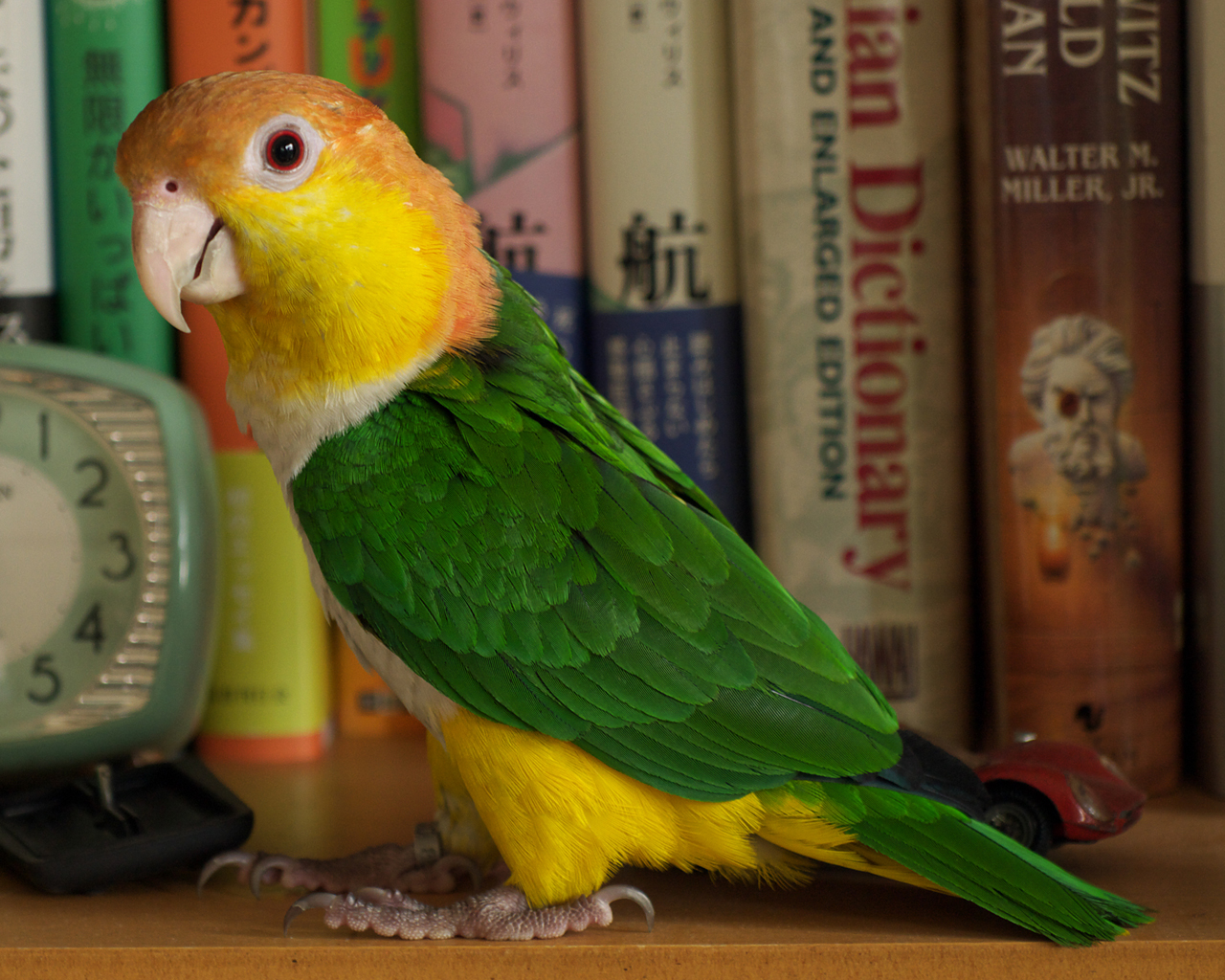
Amazónek bělobřichý

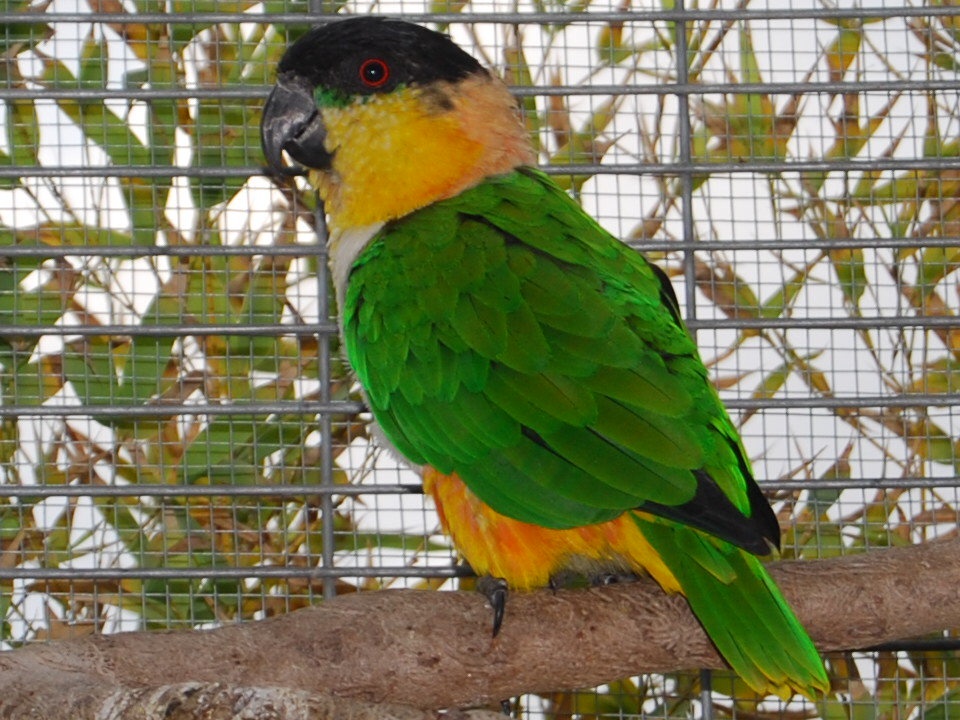
Amazónek černotemenný

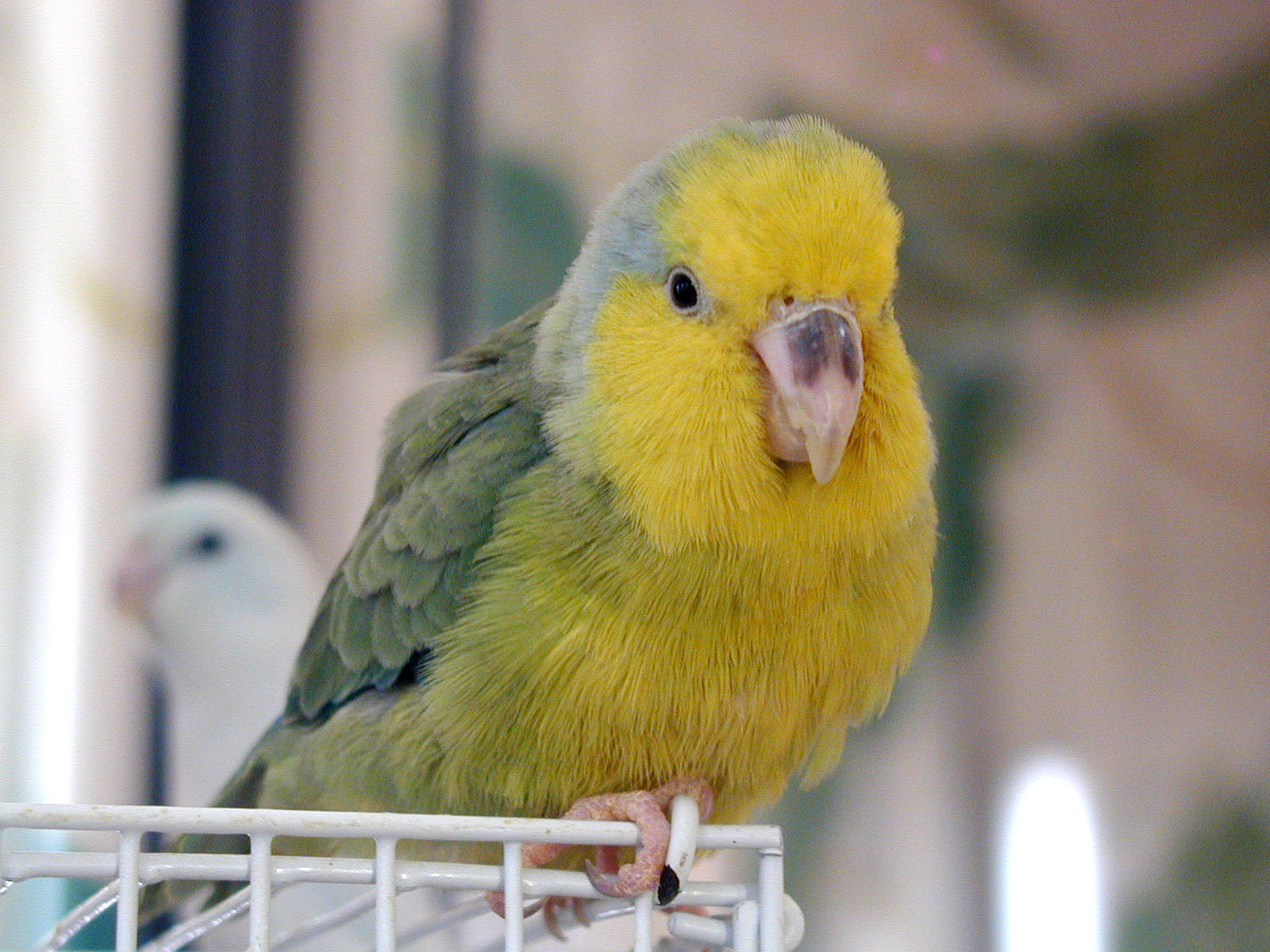
Papoušíček žlutolící

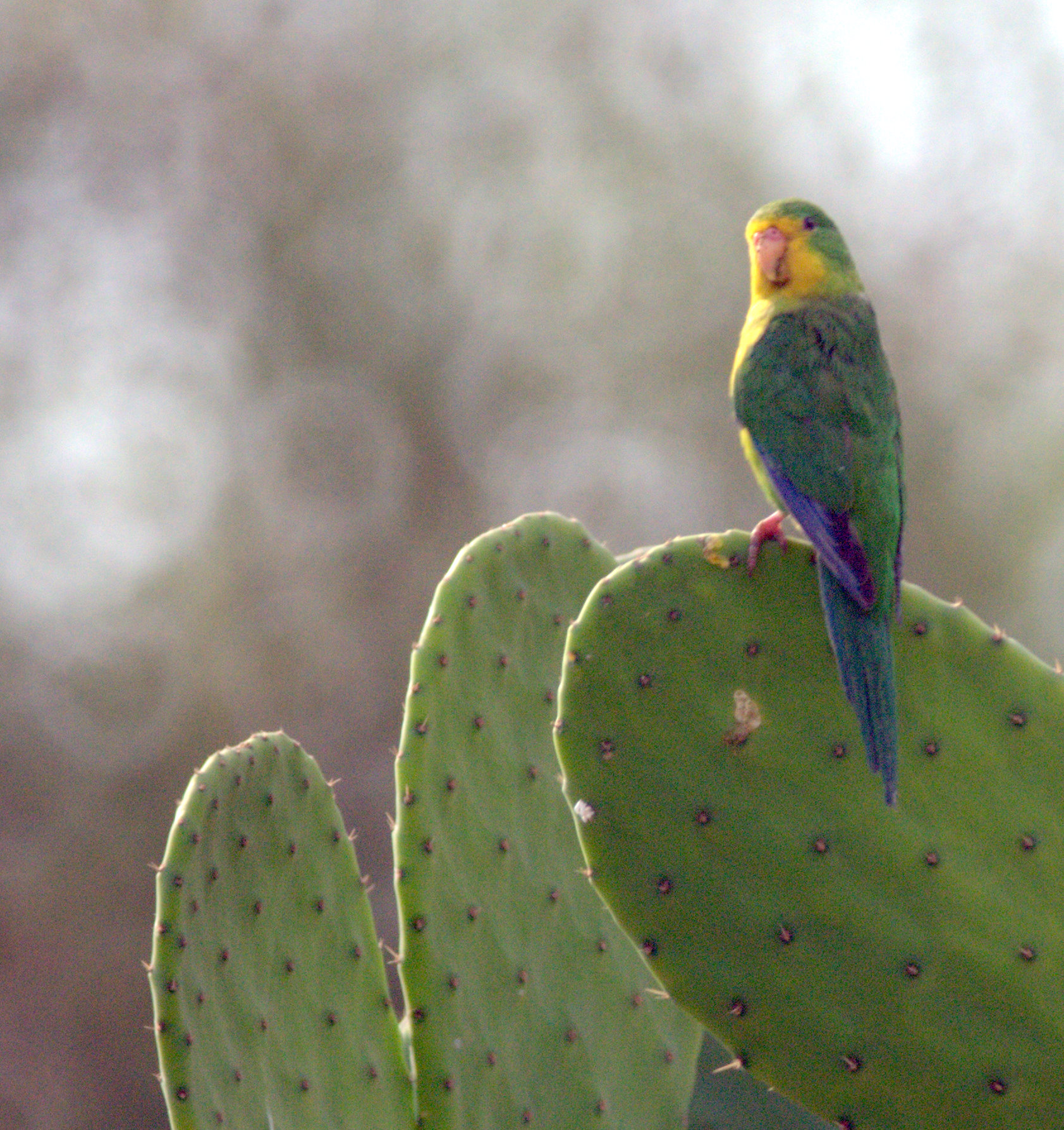
Aymara citrónový

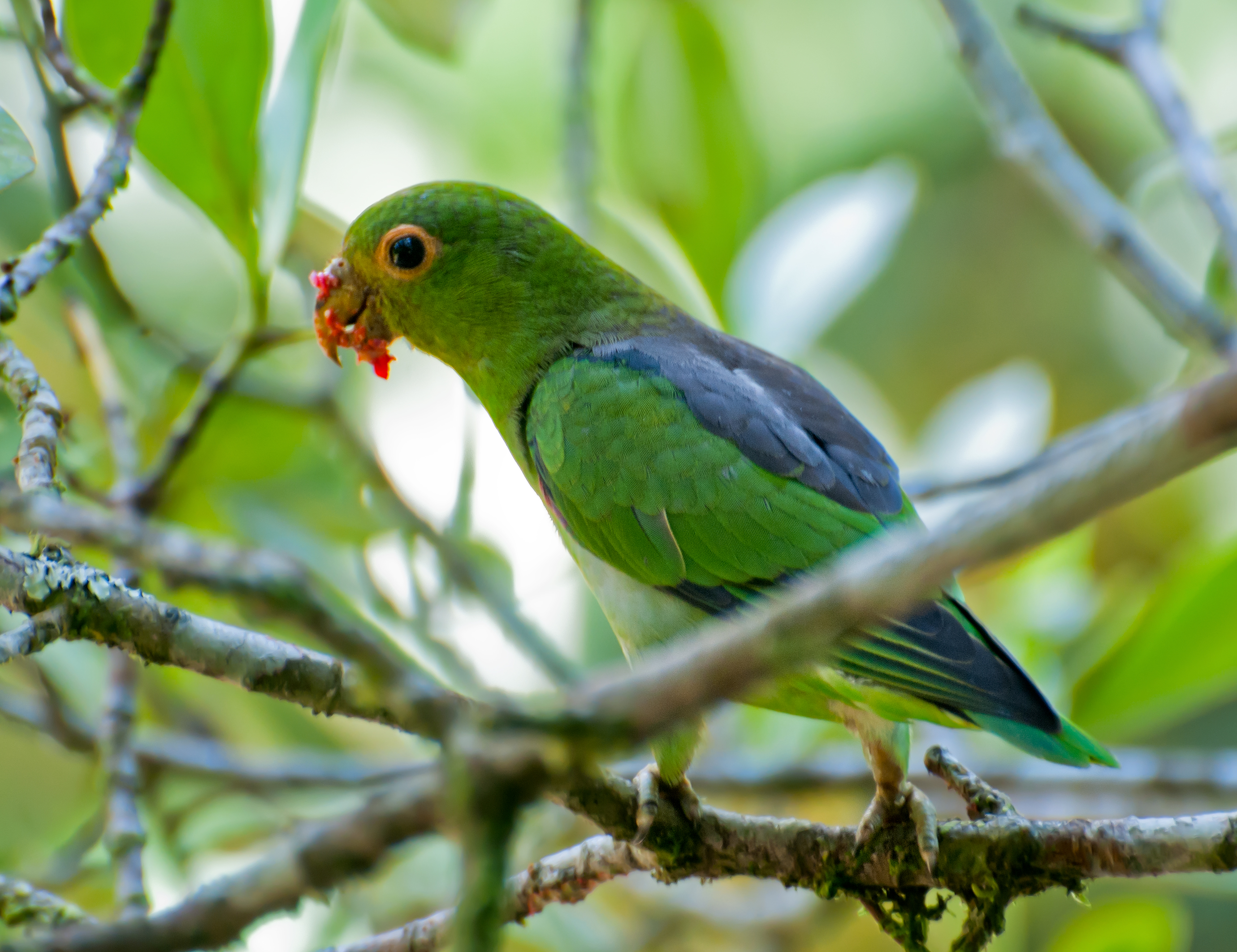
Papoušek hnědohřbetý

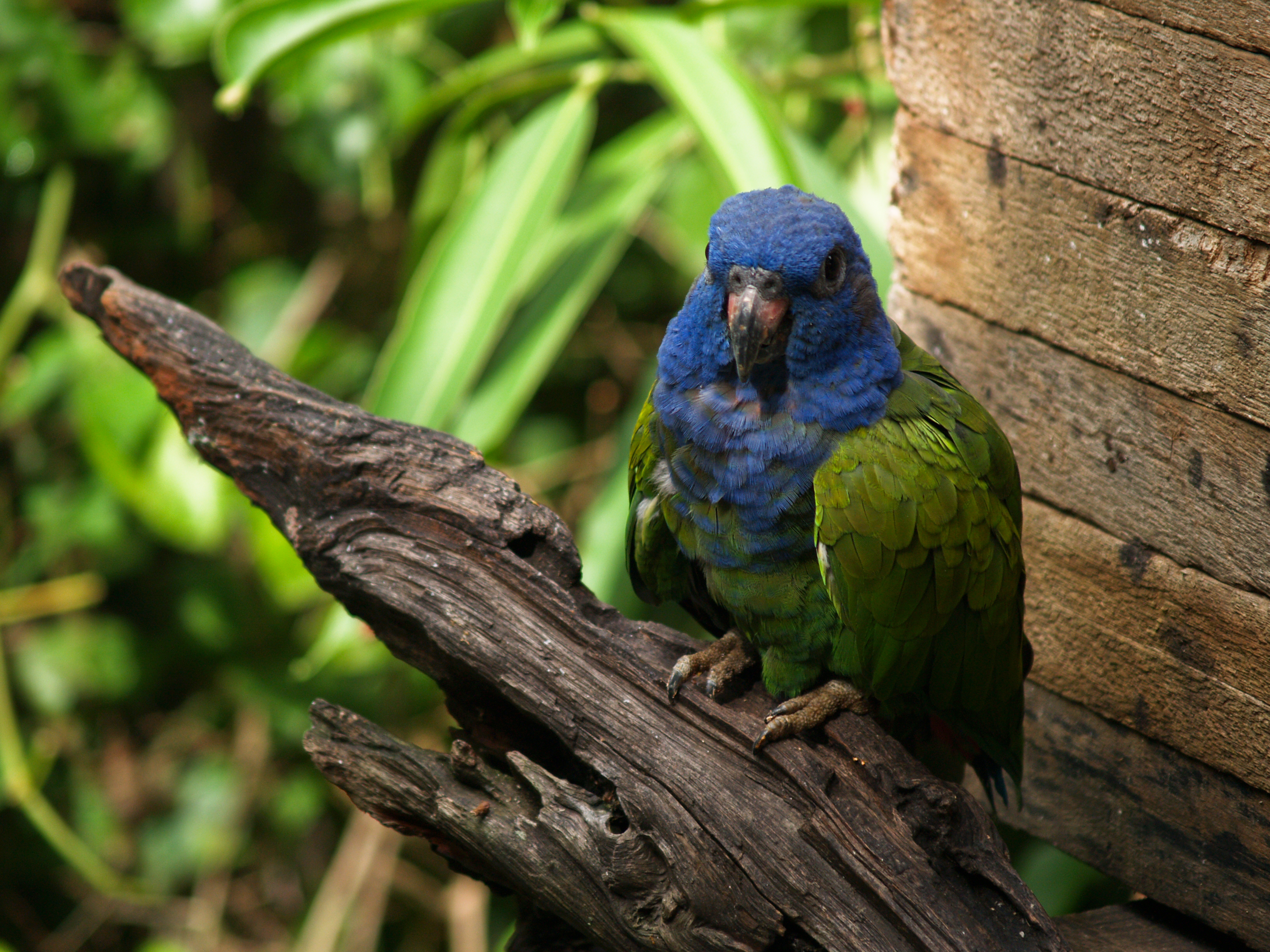
Amazónek černouchý

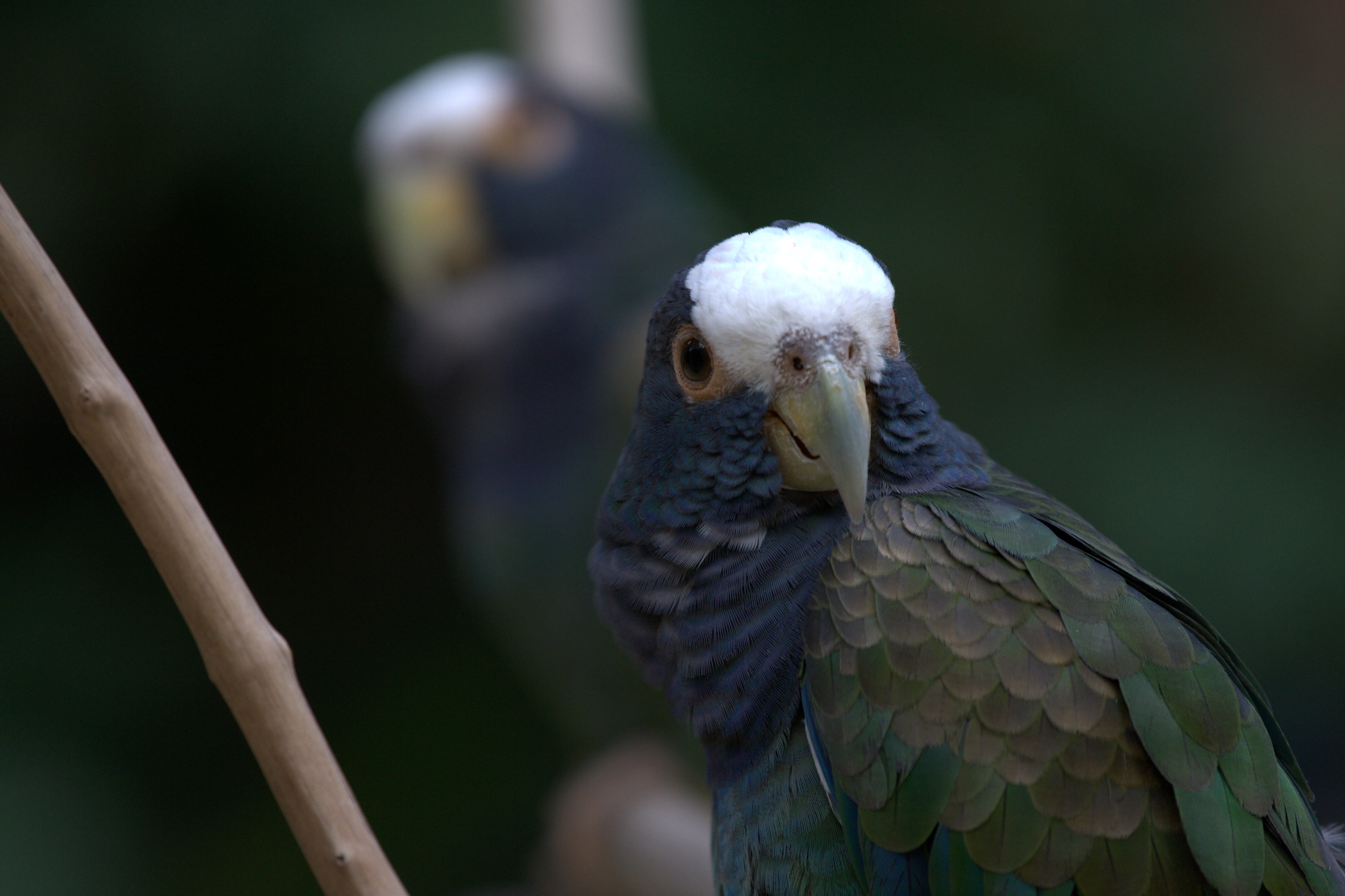
Amazónek běločelý

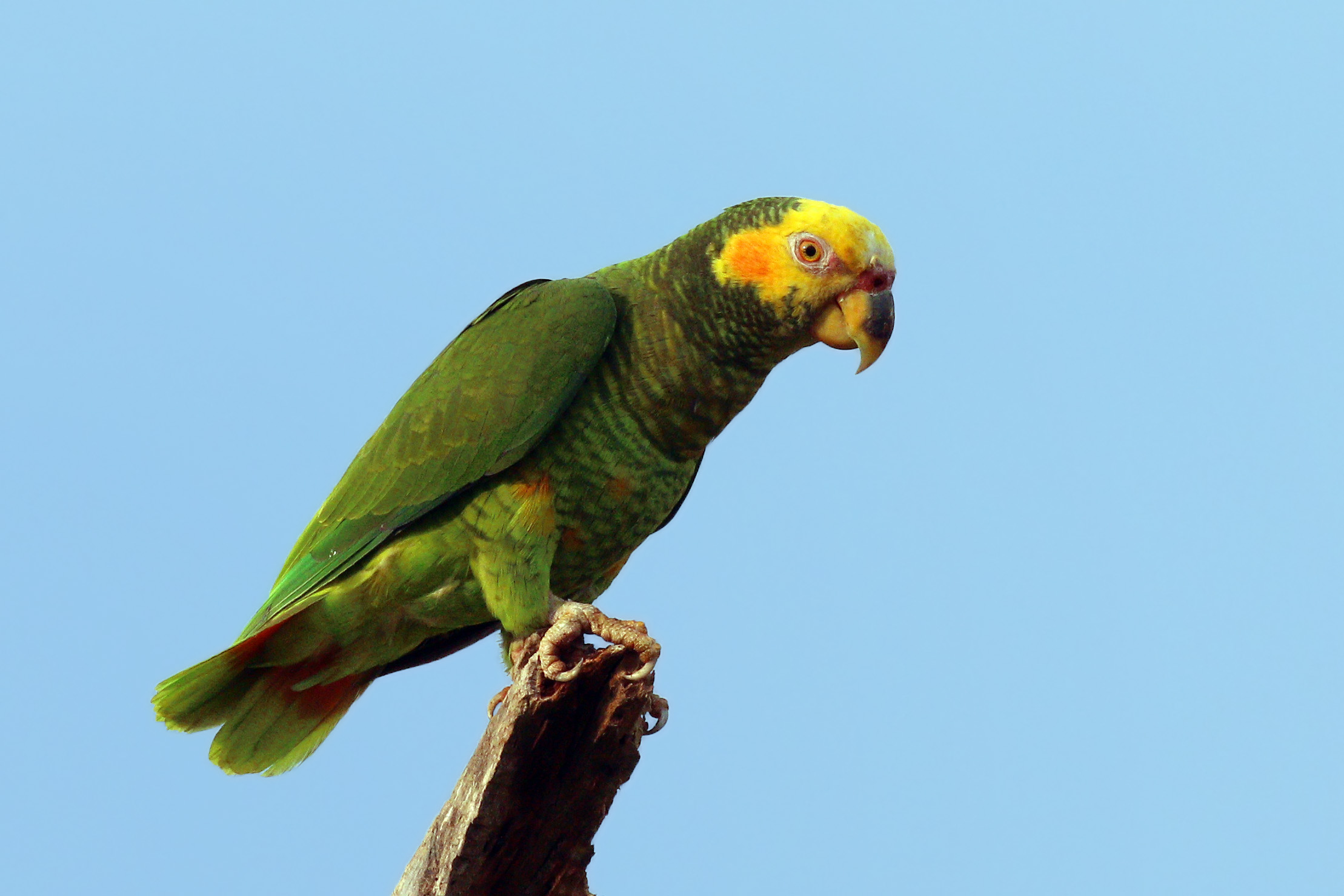
Amazoňan žlutobřichý

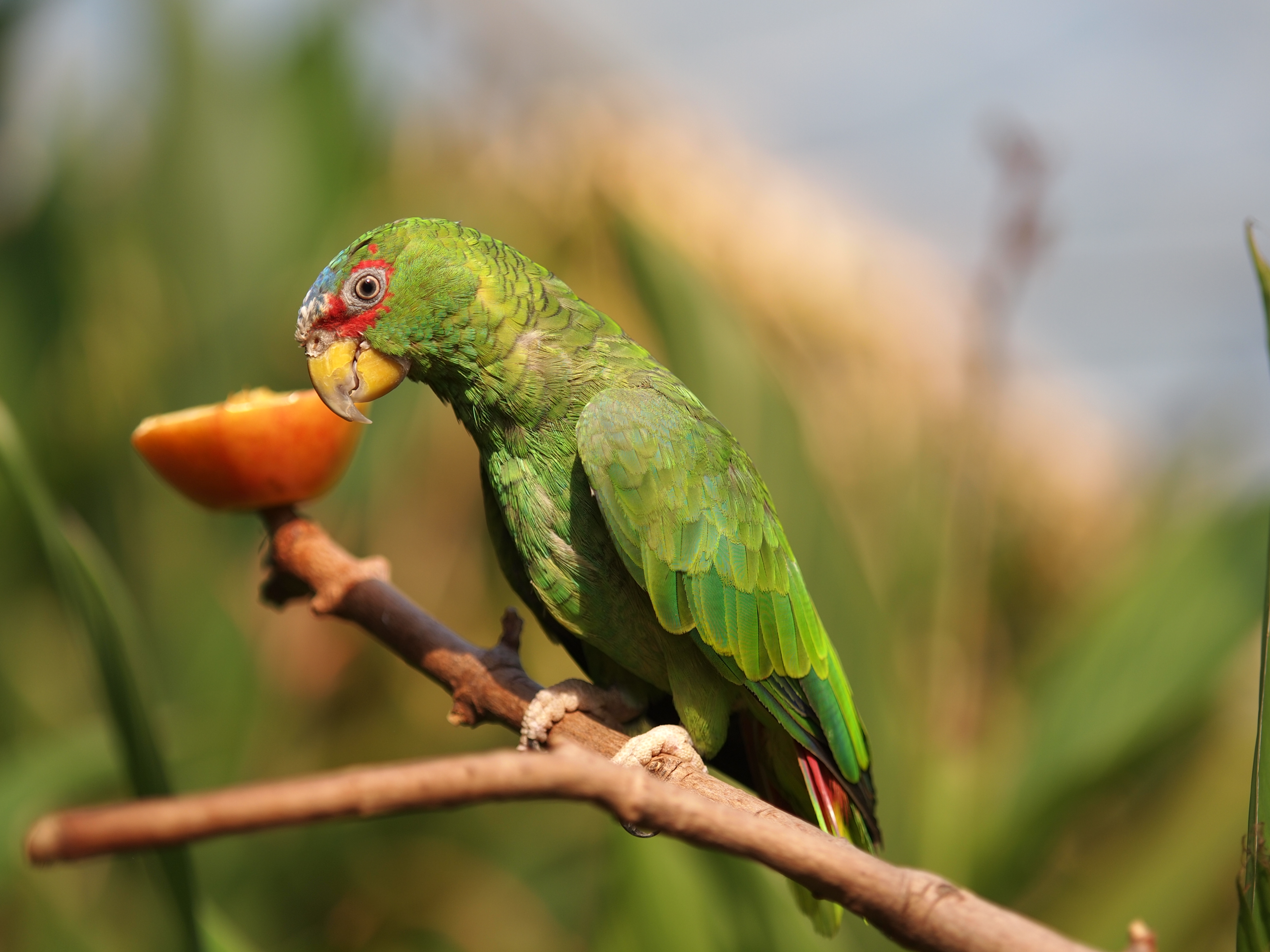
Amazoňan běločelý

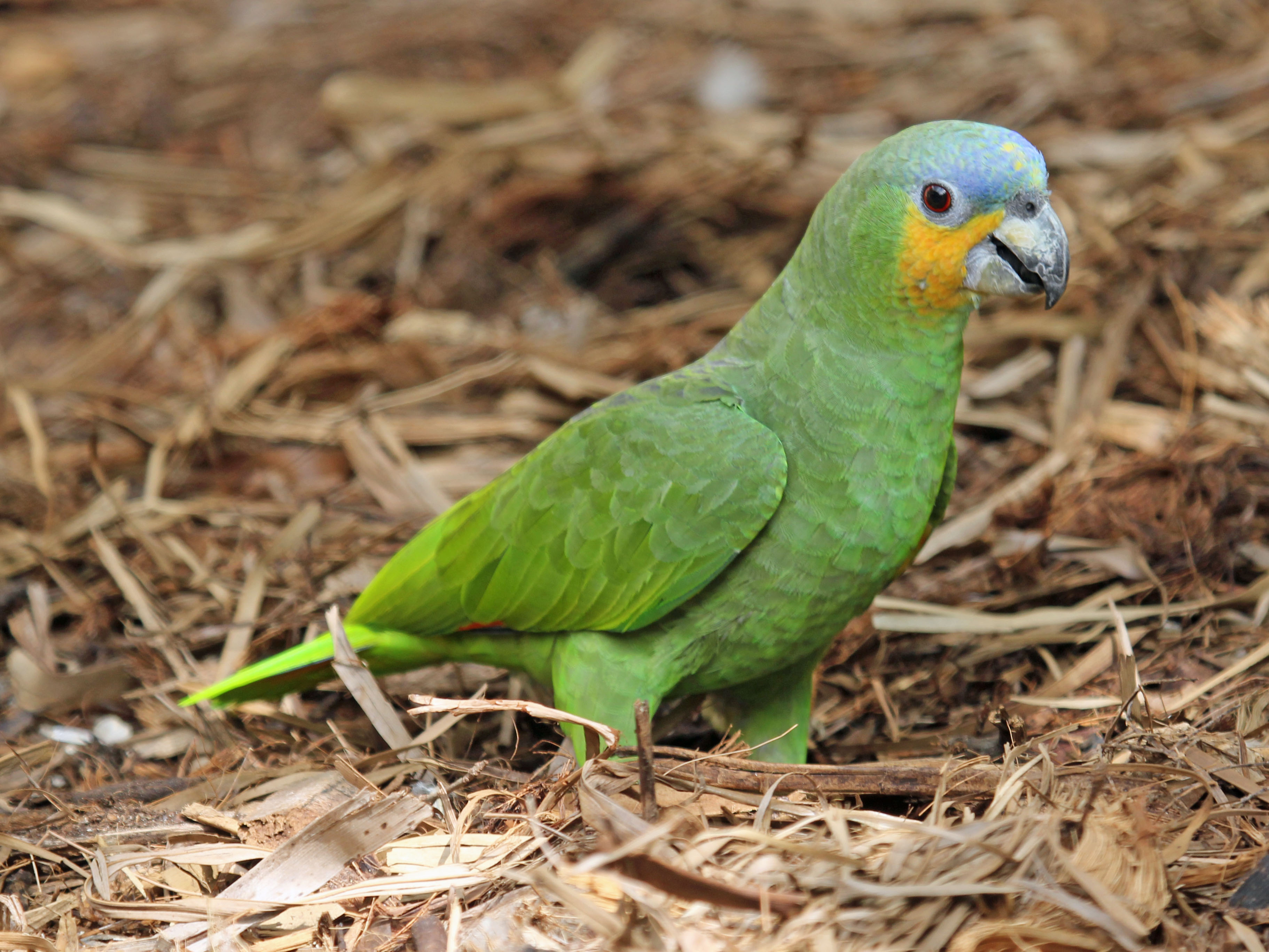
Amazoňan oranžovokřídlý

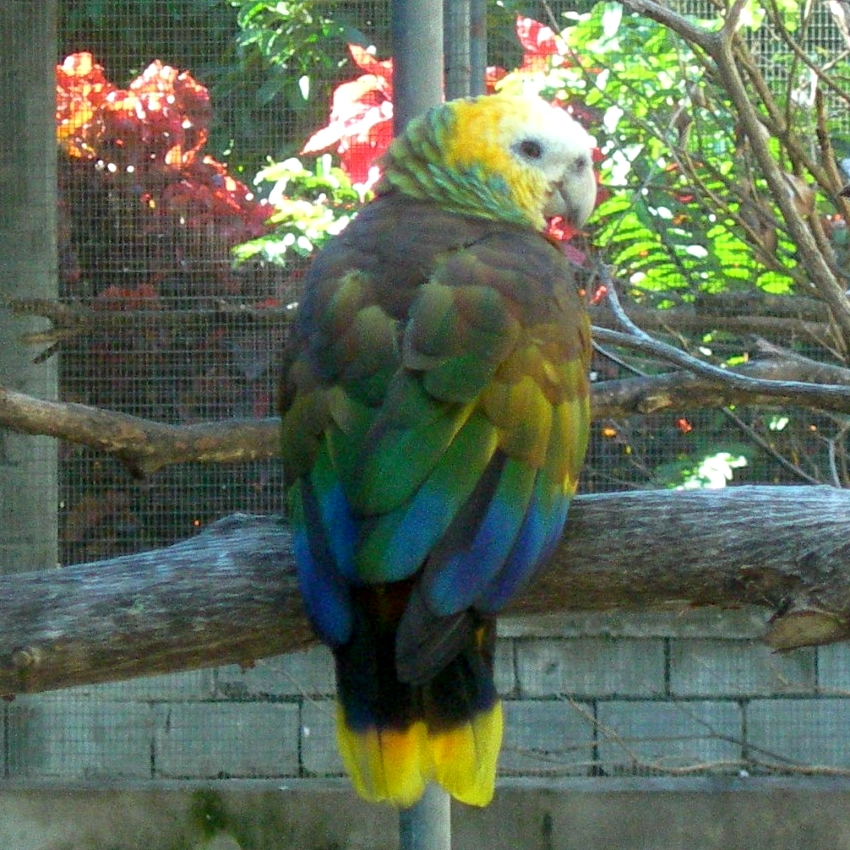
Amazoňan ohnivý

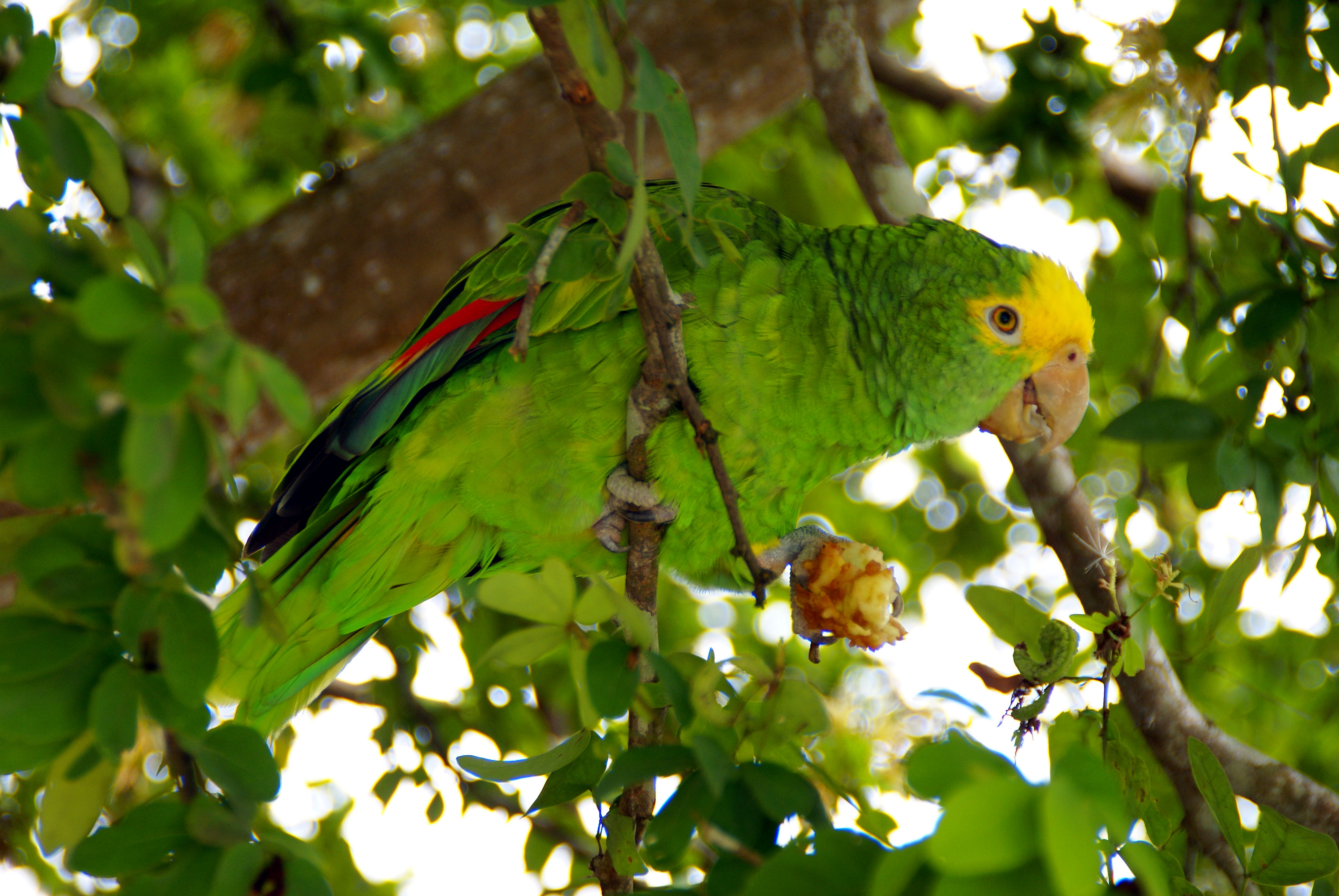
Amazoňan velký

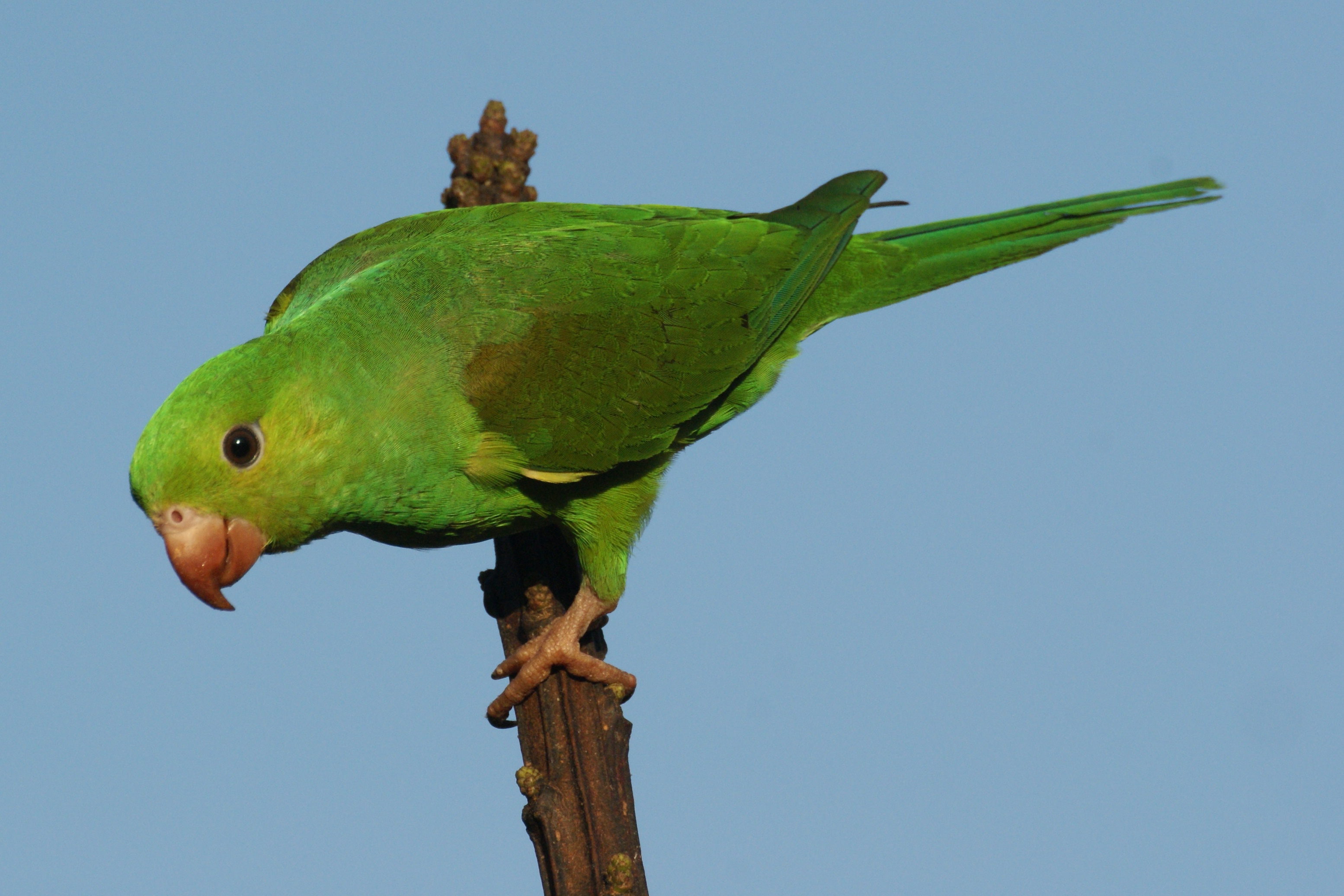
Tirika zelený

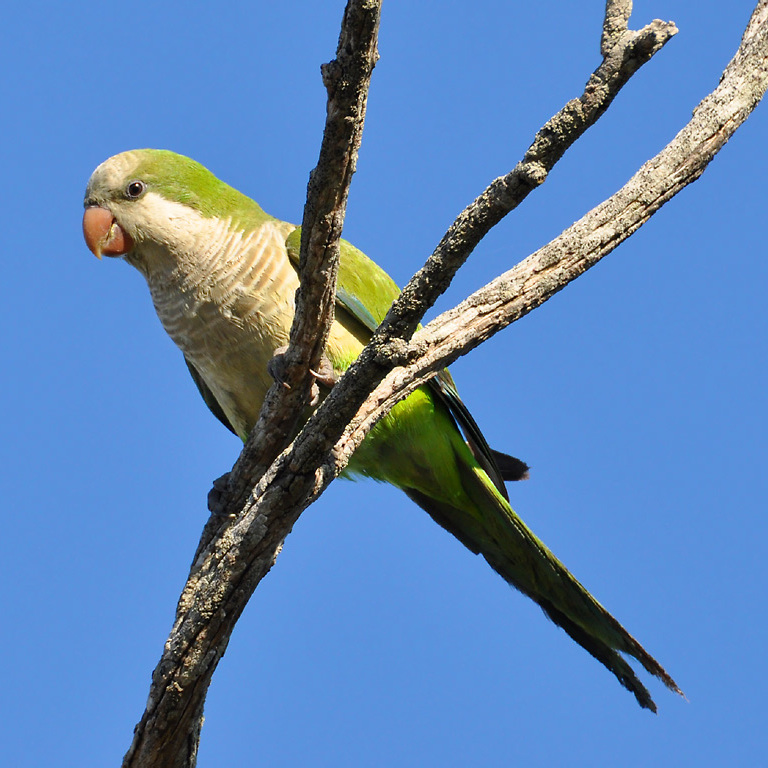
Mníšek šedý

- Papoušek patagonský (Cyanoliseus patagonus)

#### Rod Enicognathus (kogna)
- Kogna dlouhozobý (Enicognathus leptorhynchus)
- Kogna jižní (Enicognathus ferrugineus)

#### Rod Rhynchopsitta (arara)
- Arara zelený (Rhynchopsitta pachyrhyncha)
- Arara hnědočelý (Rhynchopsitta terrisi)

#### Rod Pyrrhura (pyrura)
- Pyrura modrobradý (Pyrrhura cruentata)
- Pyrura hnědouchý (Pyrrhura frontalis)
- Pyrura červenokřídlý (Pyrrhura devillei)
- Pyrura perlový (Pyrrhura perlata)
- Pyrura modravý (Pyrrhura lepida)
- Pyrura zelenolící (Pyrrhura molinae)
- Pyrura modročelý (Pyrrhura picta)
- Pyrura kolumbijský (Pyrrhura subandina)
- Pyrura perijský (Pyrrhura caeruleiceps)
- Pyrura panamský (Pyrrhura eisenmanni)
- Pyrura mirandský (Pyrrhura emma)
- Pyrura paráský (Pyrrhura amazonum)
- Pyrura madeirský (Pyrrhura snethlageae)
- Pyrura hnědohlavý (Pyrrhura lucianii)
- Pyrura říční (Pyrrhura roseifrons)
- Pyrura peruánský (Pyrrhura peruviana)
- Pyrura bělouchý (Pyrrhura leucotis)
- Pyrura šedoprsý (Pyrrhura griseipectus)
- Pyrura Pfrimerův (Pyrrhura pfrimeri)
- Pyrura rudoramenný (Pyrrhura egregia)
- Pyrura zelenavý (Pyrrhura viridicata)
- Pyrura hnědoocasý (Pyrrhura melanura)
- Pyrura rovníkový (Pyrrhura orcesi)
- Pyrura černohlavý (Pyrrhura rupicola)
- Pyrura běloprsý (Pyrrhura albipectus)
- Pyrura hnědoprsý (Pyrrhura calliptera)
- Pyrura černouchý (Pyrrhura hoematotis)
- Pyrura rudohlavý (Pyrrhura rhodocephala)
- Pyrura žlutokřídlý (Pyrrhura hoffmanni)
- Pyrura sarayacký (Pyrrhura parvifrons)
- Pyrura pacifický (Pyrrhura pacifica)

#### Rod Anodorhynchus (ara)
- Ara tyrkysový (Anodorhynchus glaucus)
- Ara hyacintový (Anodorhynchus hyacinthinus)
- Ara kobaltový (Anodorhynchus leari)

#### Rod Leptosittaca
- Papoušek zlatoperý (Leptosittaca branickii)

#### Rod Ognorhynchus (arara)
- Arara žlutouchý (Ognorhynchus icterotis)

#### Rod Diopsittaca (ara)
- Ara amazonský (Diopsittaca cumanensis)
- Ara červenoramenný (Diopsittaca nobilis)

#### Rod Guaruba (aratinga)
- Aratinga žlutý (Guaruba guarouba)

#### Rod Cyanopsitta (ara)
- Ara škraboškový (Cyanopsitta spixii)

#### Rod Orthopsittaca (ara)
- Ara rudobřichý (Orthopsittaca manilatus)

#### Rod Ara
- Ara zelený (Ara ambiguus)
- Ara ararauna (Ara ararauna)
- Ara zelenokřídlý (Ara chloropterus)
- Ara kaninda (Ara glaucogularis)
- Ara arakanga (Ara macao)
- Ara vojenský (Ara militaris)
- Ara červenouchý (Ara rubrogenys)
- Ara malý (Ara severus)

#### Rod Primolius (ara)
- Ara žlutokrký (Primolius auricollis)
- Ara šedolící (Primolius couloni)
- Ara marakána (Primolius maracana)

#### Rod Aratinga (aratinga/nandej)
- Aratinga zlatohlavý (Aratinga auricapillus)
- Aratinga jendaj (Aratinga jandaya)
- Aratinga sírožlutý (Aratinga maculata)
- Nandej černohlavý (Aratinga nenday)
- Aratinga sluneční (Aratinga solstitialis)
- Aratinga tmavohlavý (Aratinga weddellii)

#### Rod Eupsittula (aratinga)
- Aratinga aztécký (Eupsittula astec)
- Aratinga zlatočelý (Eupsittula aurea)
- Aratinga kaktusový (Eupsittula cactorum)
- Aratinga oranžovočelý (Eupsittula canicularis)
- Aratinga nana (Eupsittula nana)
- Aratinga hnědohrdlý (Eupsittula pertinax)

#### Rod Psittacara (aratinga)
- Aratinga dlouhoocasý (Psittacara acuticaudatus)
- Aratinga sokorský (Psittacara brevipes)
- Aratinga zelenokřídlý (Psittacara chloropterus)
- Aratinga červenolící (Psittacara erythrogenys)
- Aratinga kubánský (Psittacara euops)
- Aratinga rudočelý (Psittacara finschi)
- Aratinga andský (Psittacara frontatus)
- Aratinga zelený (Psittacara holochlorus)
- Aratinga kropenatý (Psittacara leucophthalmus)
- Aratinga škraboškový (Psittacara mitratus)
- Aratinga červenohrdlý (Psittacara rubritorquis)
- Aratinga nikaragujský (Psittacara strenuus)
- Aratinga skvrnitý (Psittacara wagleri)

#### Rod Pionites (amazónek)
- Amazónek bělobřichý (Pionites leucogaster)
- Amazónek černotemenný (Pionites melanocephalus)

#### Rod Deroptyus
- Papoušek vějířový (Deroptyus accipitrinus)

#### Rod Forpus (papoušíček)
- Papoušíček šedokřídlý (Forpus coelestis)
- Papoušíček brýlatý (Forpus conspicillatus)
- Papoušíček modravý (Forpus cyanopygius)
- Papoušíček Sclaterův (Forpus modestus)
- Papoušíček vrabčí (Forpus passerinus)
- Papoušíček žlutolící (Forpus xanthops)
- Papoušíček modrokřídlý (Forpus xanthopterygius)

#### Rod Psilopsiagon (aymara)
- Aymara citrónový (Psilopsiagon aurifrons)
- Aymara šedoprsý (Psilopsiagon aymara)

#### Rod Bolborhynchus (papoušíček/aymara)
- Papoušíček zelený (Bolborhynchus ferrugineifrons)
- Aymara pruhovaný (Bolborhynchus lineola)
- Papoušíček andský (Bolborhynchus orbygnesius)

#### Rod Nannopsittaca (tepuj)
- Tepuj modrohlavý (Nannopsittaca dachilleae)
- Tepuj zelený (Nannopsittaca panychlora)

#### Rod Touit
- Papoušek fialovoocasý (Touit batavicus)
- Papoušek amazonský (Touit huetii)
- Papoušek kostarický (Touit costaricensis)
- Papoušek rudouchý (Touit dilectissimus)
- Papoušek hnědohřbetý (Touit melanonotus)
- Papoušek rudoocasý (Touit purpuratus)
- Papoušek hnědokřídlý (Touit stictopterus)
- Papoušek žlutoocasý (Touit surdus)

#### Rod Pionopsitta (amazónek)
- Amazónek červenohlavý (Pionopsitta pileata)

#### Rod Triclaria (amazoňan)
- Amazoňan modrobřichý (Triclaria malachitacea)

#### Rod Pyrilia (amazónek)
- Amazónek lysý (Pyrilia aurantiocephala)
- Amazónek zlatolící (Pyrilia barrabandi)
- Amazónek kajkanský (Pyrilia caica)
- Amazónek hnědohlavý (Pyrilia haematotis)
- Amazónek růžovolící (Pyrilia pulchra)
- Amazónek šafránový (Pyrilia pyrilia)
- Amazónek supí (Pyrilia vulturina)

#### Rod Pionus (amazónek)
- Amazónek tmavý (Pionus fuscus)
- Amazónek šupinkový (Pionus maximiliani)
- Amazónek černouchý (Pionus menstruus)
- Amazónek bronzovokřídlý (Pionus chalcopterus)
- Amazónek běločelý (Pionus senilis)
- Amazónek bělohlavý (Pionus seniloides)
- Amazónek červenozobý (Pionus sordidus)
- Amazónek růžovohlavý (Pionus tumultuosus)

#### Rod Graydidascalus (amazónek)
- Amazónek krátkoocasý (Graydidascalus brachyurus)

#### Rod Alipiopsitta (amazoňan)
- Amazoňan žlutobřichý (Alipiopsitta xanthops)

#### Rod Amazona (amazoňan)
- Amazoňan modročelý (Amazona aestiva)
- Amazoňan šedohlavý (Amazona agilis)
- Amazoňan běločelý (Amazona albifrons)
- Amazoňan oranžovokřídlý (Amazona amazonica)
- Amazoňan dominikánský (Amazona arausiaca)
- Amazoňan žlutokrký (Amazona auropalliata)
- Amazoňan rudočelý (Amazona autumnalis)
- Amazoňan žlutoramenný (Amazona barbadensis)
- Amazoňan orinocký (Amazona bodini)
- Amazoňan rudoocasý (Amazona brasiliensis)
- Amazoňan jamajský (Amazona collaria)
- Amazoňan čelenkový (Amazona diadema)
- Amazoňan modrolící (Amazona dufresniana)
- Amazoňan pomoučený (Amazona farinosa)
- Amazoňan modrobradý (Amazona festiva)
- Amazoňan fialovotemenný (Amazona finschi)
- Amazoňan karibský (Amazona guatemalae)
- Amazoňan ohnivý (Amazona guildingii)
- Amazoňan císařský (Amazona imperialis)
- Amazoňan Kawallův (Amazona kawalli)
- Amazoňan kubánský (Amazona leucocephala)
- Amazoňan ekvádorský (Amazona lilacina)
- Amazoňan vojenský (Amazona mercenarius)
- Amazoňan žlutohlavý (Amazona ochrocephala)
- Amazoňan velký (Amazona oratrix)
- Amazoňan nádherný (Amazona pretrei)
- Amazoňan rudooký (Amazona rhodocorytha)
- Amazoňan tukumanský (Amazona tucumana)
- Amazoňan haitský (Amazona ventralis)
- Amazoňan mnohobarvý (Amazona versicolor)
- Amazoňan fialovoprsý (Amazona vinacea)
- Amazoňan zelenolící (Amazona viridigenalis)
- Amazoňan portorický (Amazona vittata)
- Amazoňan černouchý (Amazona xantholora)

#### Rod Hapalopsittaca (amazónek)
- Amazónek rezavolící (Hapalopsittaca amazonina)
- Amazónek modrokřídlý (Hapalopsittaca fuertesi)
- Amazónek černokřídlý (Hapalopsittaca melanotis)
- Amazónek červenolící (Hapalopsittaca pyrrhops)

#### Rod Brotogeris (tirika)
- Tirika jižní (Brotogeris chiriri)
- Tirika zlatokřídlý (Brotogeris chrysoptera)
- Tirika kobaltový (Brotogeris cyanoptera)
- Tirika tovi (Brotogeris jugularis)
- Tirika rudokřídlý (Brotogeris pyrrhoptera)
- Tirika žlutočelý (Brotogeris sanctithomae)
- Tirika zelený (Brotogeris tirica)
- Tirika bělokřídlý (Brotogeris versicolorus)

#### Rod Myiopsitta (mníšek)
- Mníšek bolivijský (Myiopsitta luchsi)
- Mníšek šedý (Myiopsitta monachus)

## Čeleď Psittaculidae

### Podrod Platycercinae

#### Rod Platycercus (rosela)

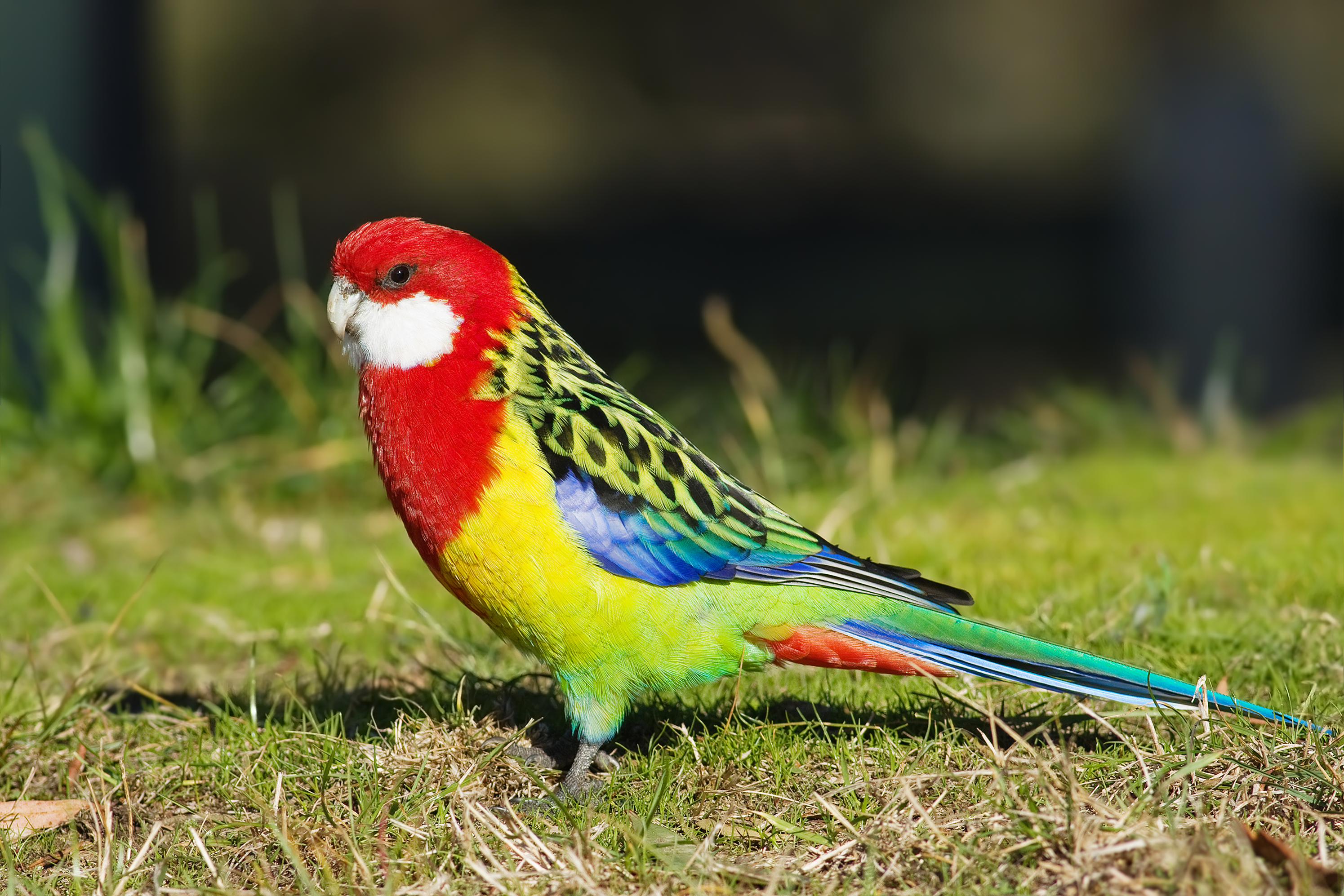
Rosela pestrá

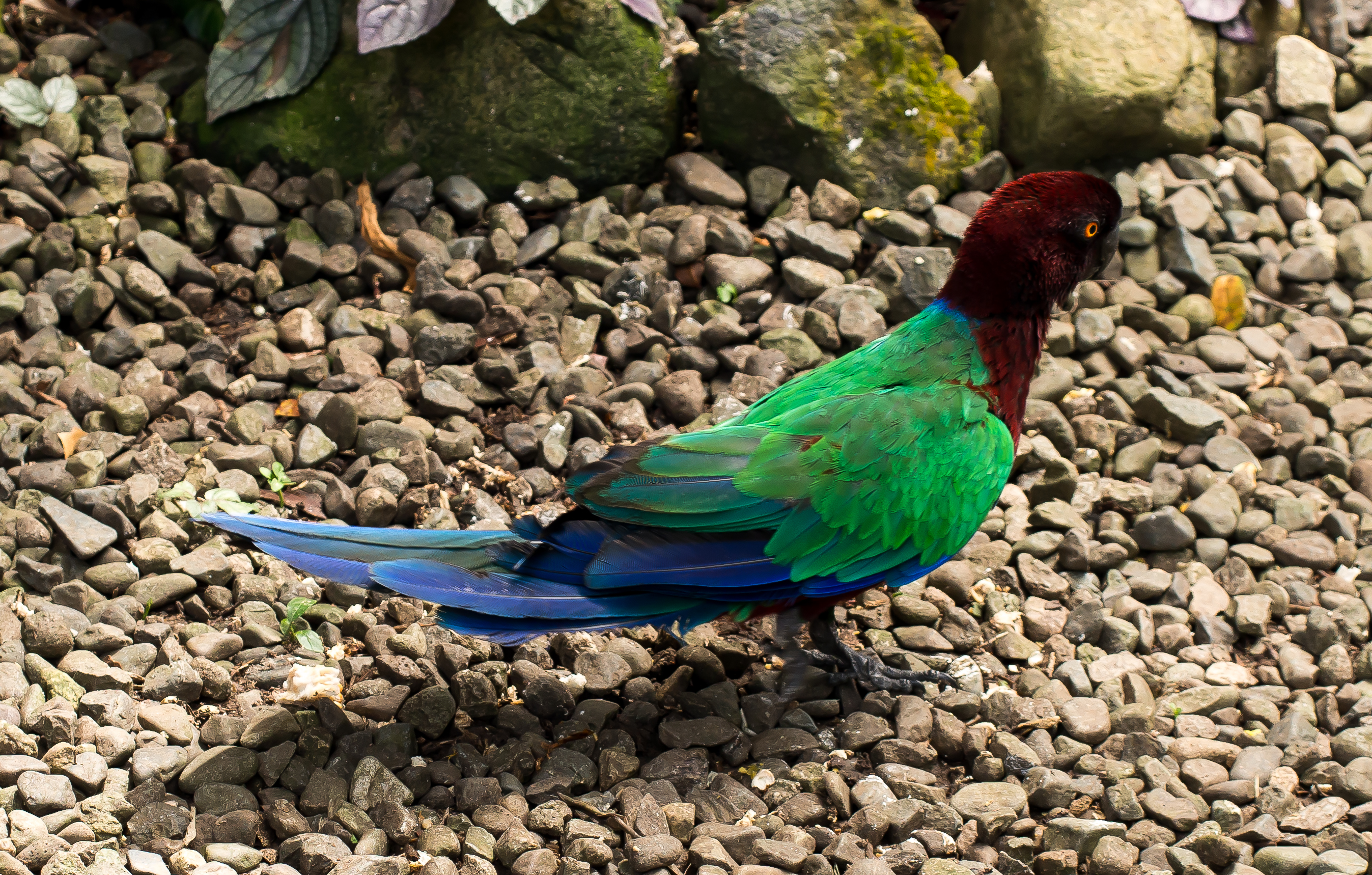
Peja červenolesklý

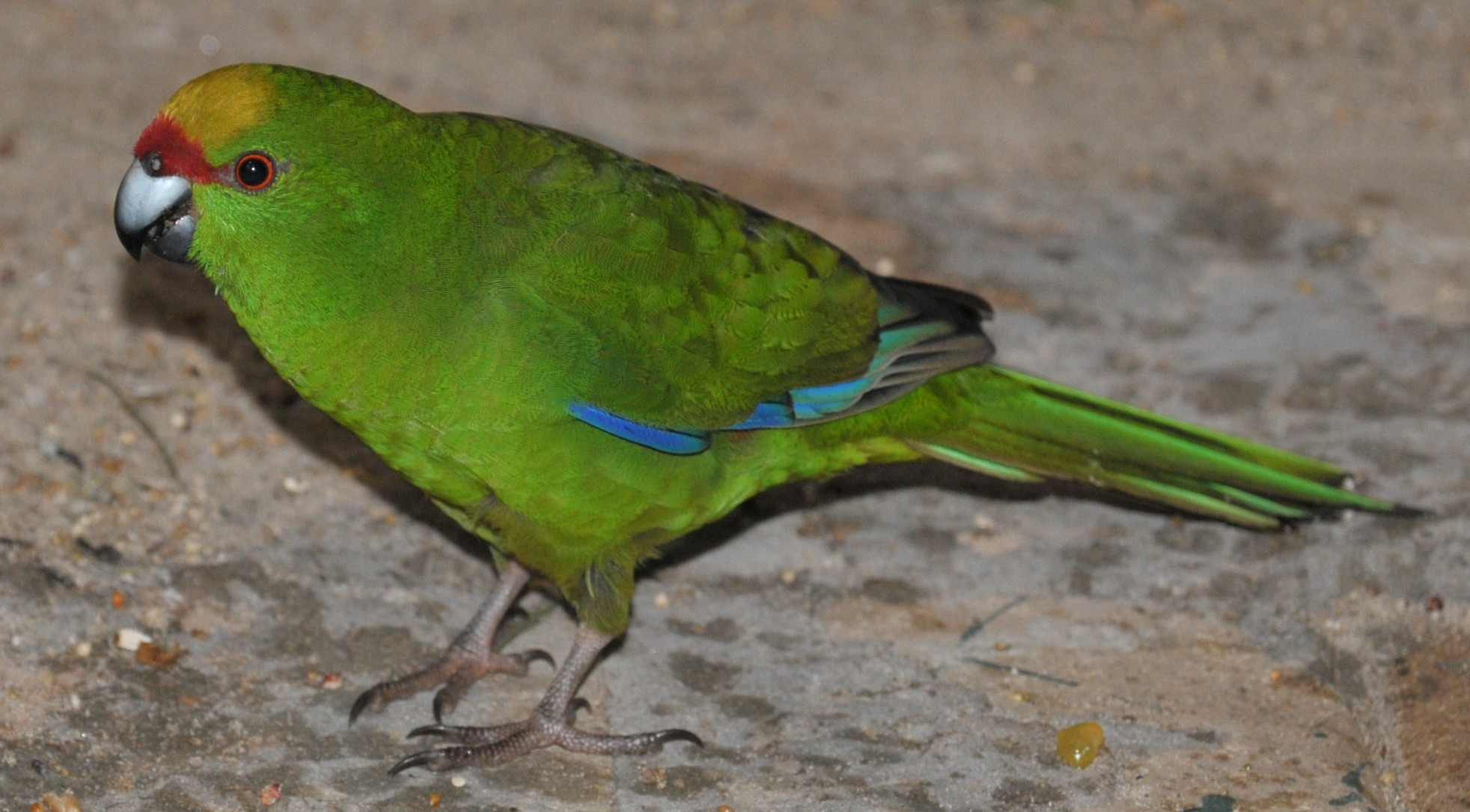
Kakariki žlutočelý

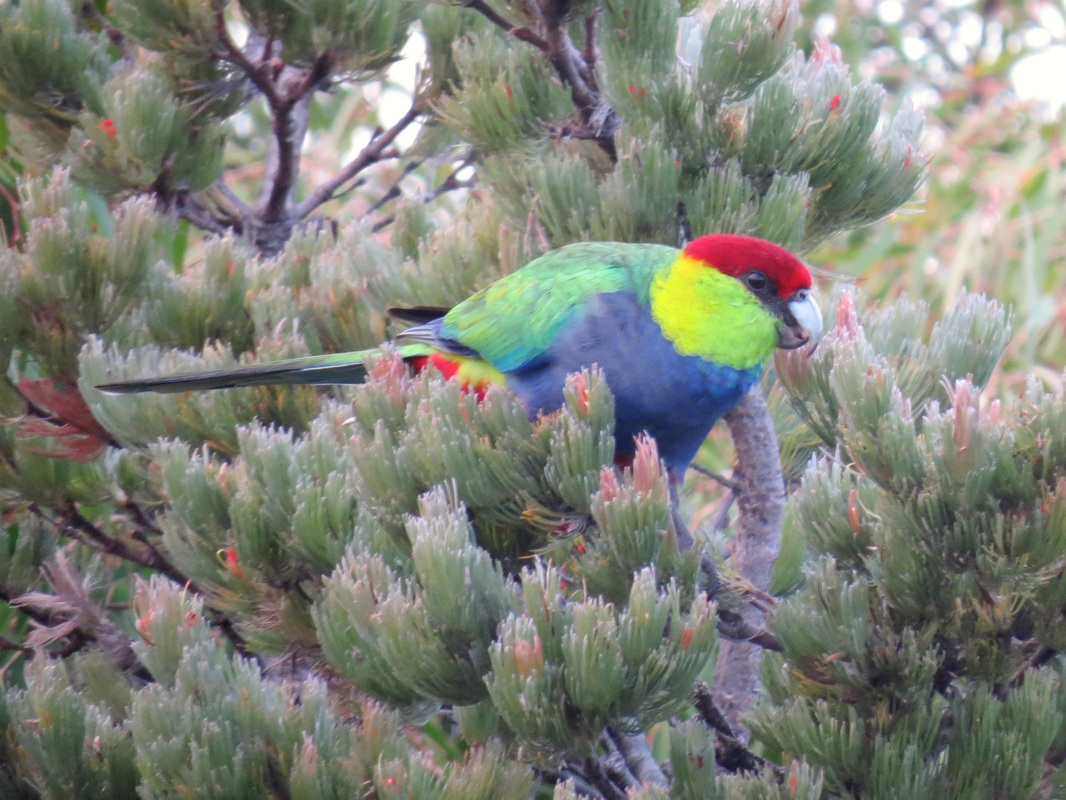
Papoušek červenotemenný

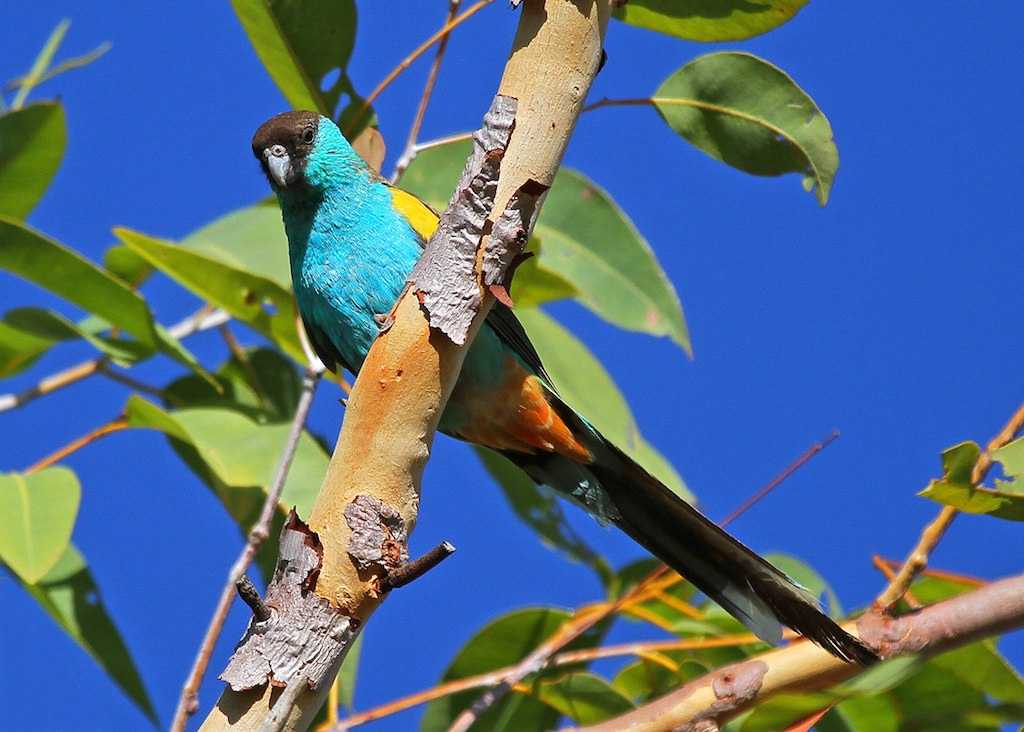
Papoušek žlutokřídlý

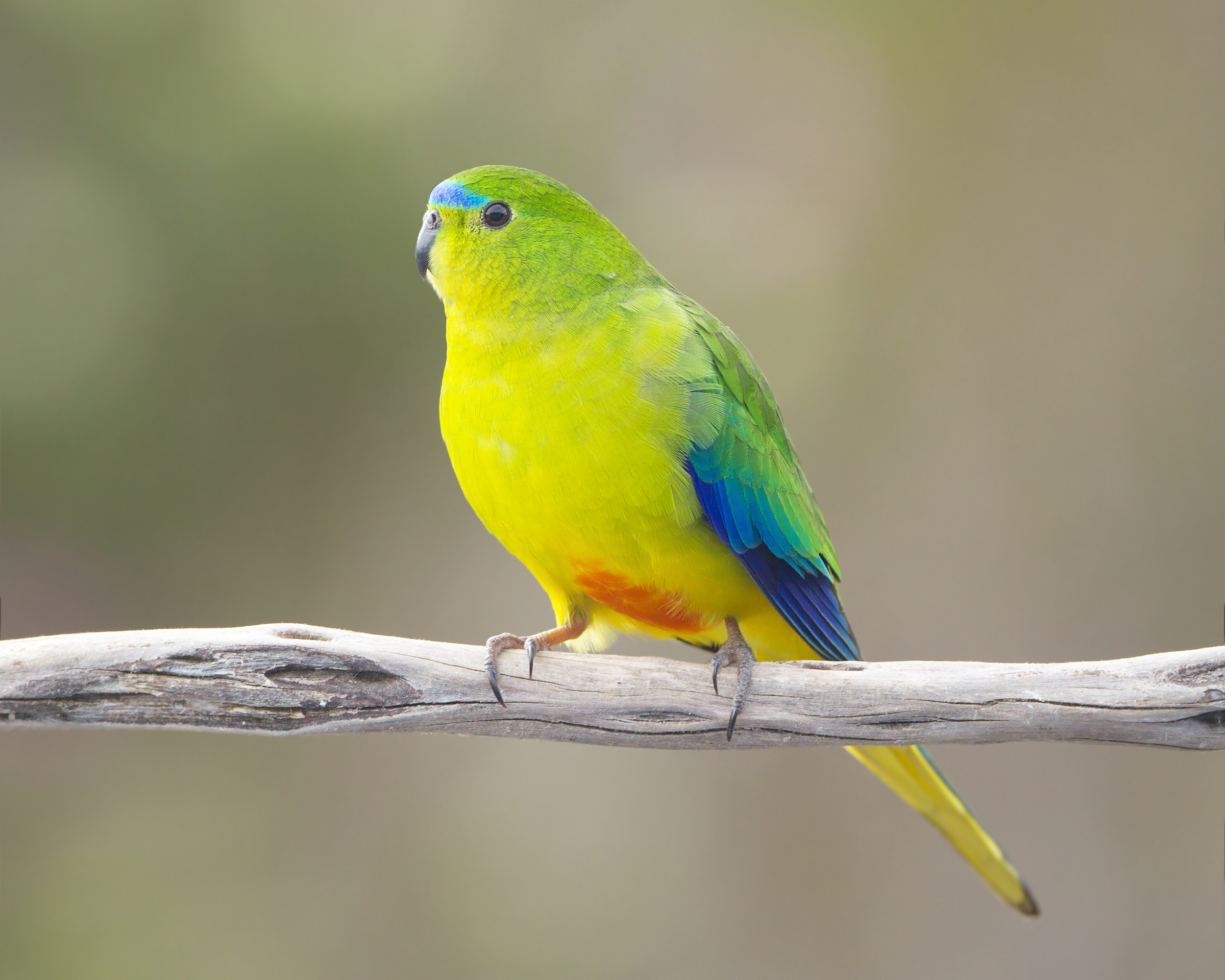
Neoféma žlutobřichá

- Rosela žlutohlavá (Platycercus adscitus)
- Rosela žlutolící (Platycercus icterotis)
- Rosela Pennantova (Platycercus elegans)
- Rosela pestrá (Platycercus eximius)
- Rosela žlutobřichá (Platycercus caledonicus)
- Rosela černohlavá (Platycercus venustus)

#### Rod Prosopeia (peja)
- Peja škraboškový (Prosopeia personata)
- Peja červenolesklý (Prosopeia tabuensis)
- Peja kadavský (Prosopeia splendens)

#### Rod Eunymphicus
- Papoušek chocholatý (Eunymphicus cornutus)
- Papoušek ostrovní (Eunymphicus uvaeensis)

#### Rod Cyanoramphus (kakariki)
- Kakariki žlutočelý (Cyanoramphus auriceps)
- Kakariki horský (Cyanoramphus malherbi)
- Kakariki rudočelý (Cyanoramphus novaezelandiae)
- Kakariki antipodský (Cyanoramphus unicolor)
- Kakariki norfolcký (Cyanoramphus cooki)

#### Rod Barnardius (barnard)
- Barnard límcový (Barnardius zonarius)

#### Rod Purpureicephalus
- Papoušek červenotemenný (Purpureicephalus spurius)

#### Rod Lathamus (latam)
- Latam vlaštovčí (Lathamus discolor)

#### Rod Northiella (rosela)
- Rosela modrokřídlá (Northiella haematogaster)
- Rosela naretská (Northiella narethae)

#### Rod Psephotus
- Papoušek zpěvavý (Psephotus haematonotus)

#### Rod Psephotellus
- Papoušek mnohobarvý (Psephotellus varius)
- Papoušek žlutokřídlý (Psephotellus dissimilis)
- Papoušek žlutoramenný (Psephotellus chrysopterygius)

#### Rod Neophema (neoféma)
- Neoféma modrokřídlá (Neophema chrysostoma)
- Neoféma ozdobná (Neophema elegans)
- Neoféma skalní (Neophema petrophila)
- Neoféma žlutobřichá (Neophema chrysogaster)
- Neoféma tyrkysová (Neophema pulchella)
- Neoféma modrohlavá (Neophema splendida)

#### Rod Neopsephotus (neoféma)
- Neoféma Bourkova (Neopsephotus bourkii)

#### Rod Pezoporus
- Papoušek noční (Pezoporus occidentalis)
- Papoušek zemní (Pezoporus wallicus)

### Podčeleď Psittacellinae

#### Rod Psittacella

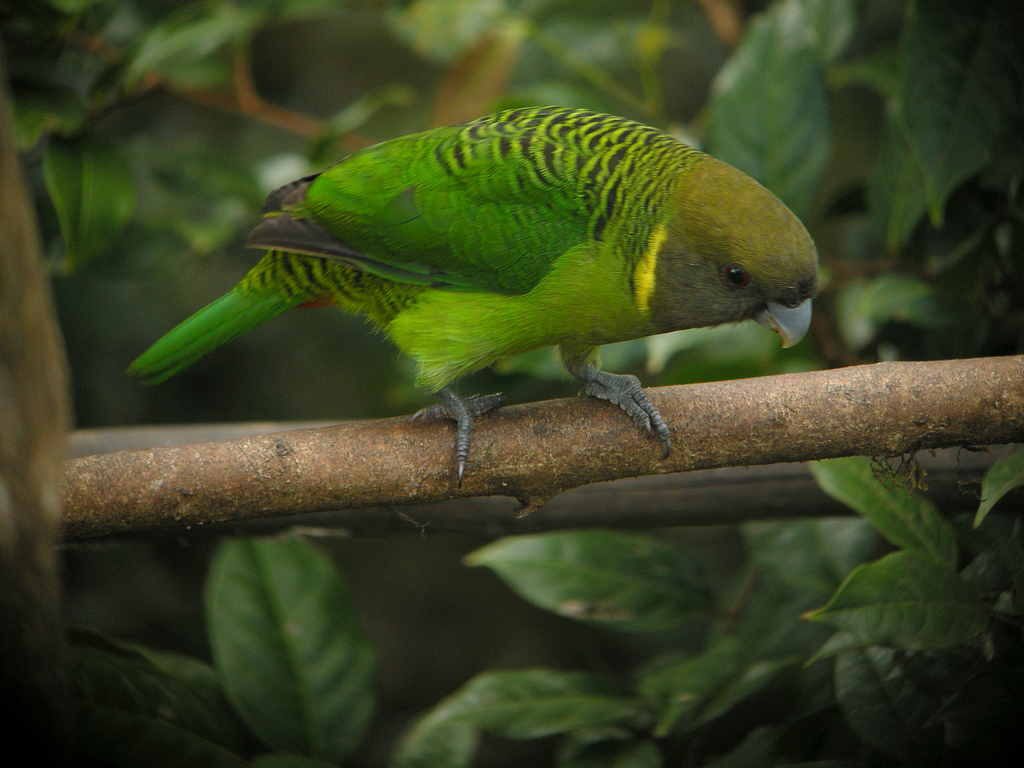
Papoušek Brehmův

- Papoušek perličkový (Psittacella madaraszi)
- Papoušek olivový (Psittacella modesta)
- Papoušek malovaný (Psittacella picta)
- Papoušek Brehmův (Psittacella brehmii)

### Podčeleď Loriinae

#### Rod Chalcopsitta (lori)
- Lori černý (Chalcopsitta atra)

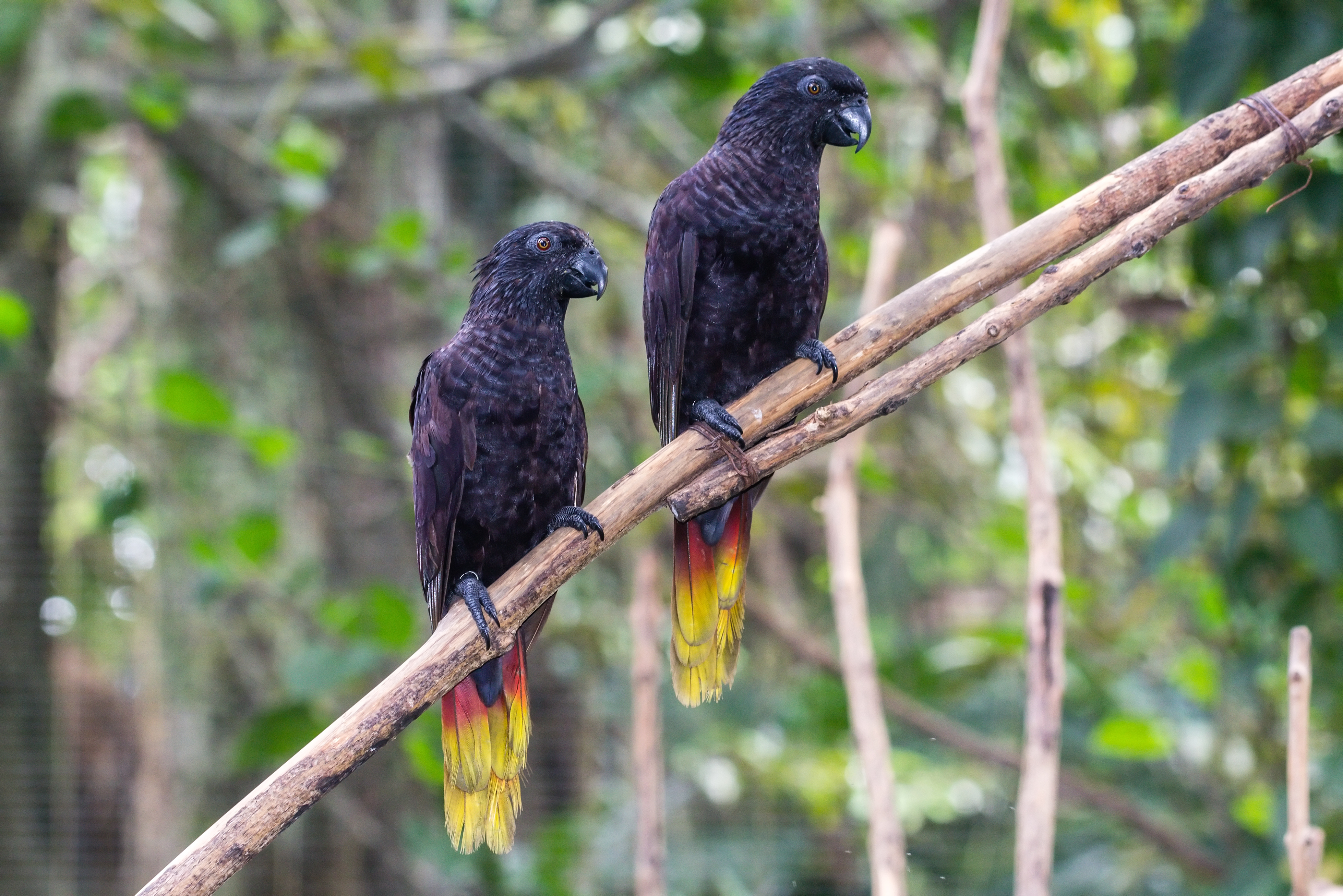
Lori černý

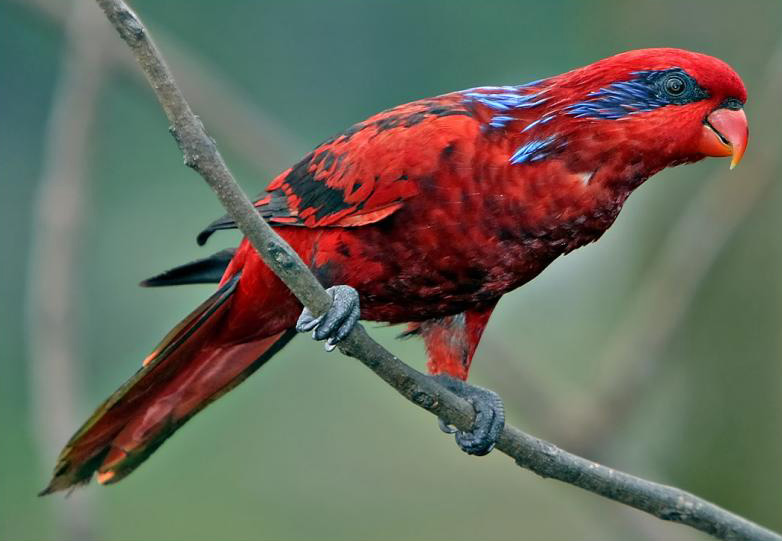
Lori čárkovaný

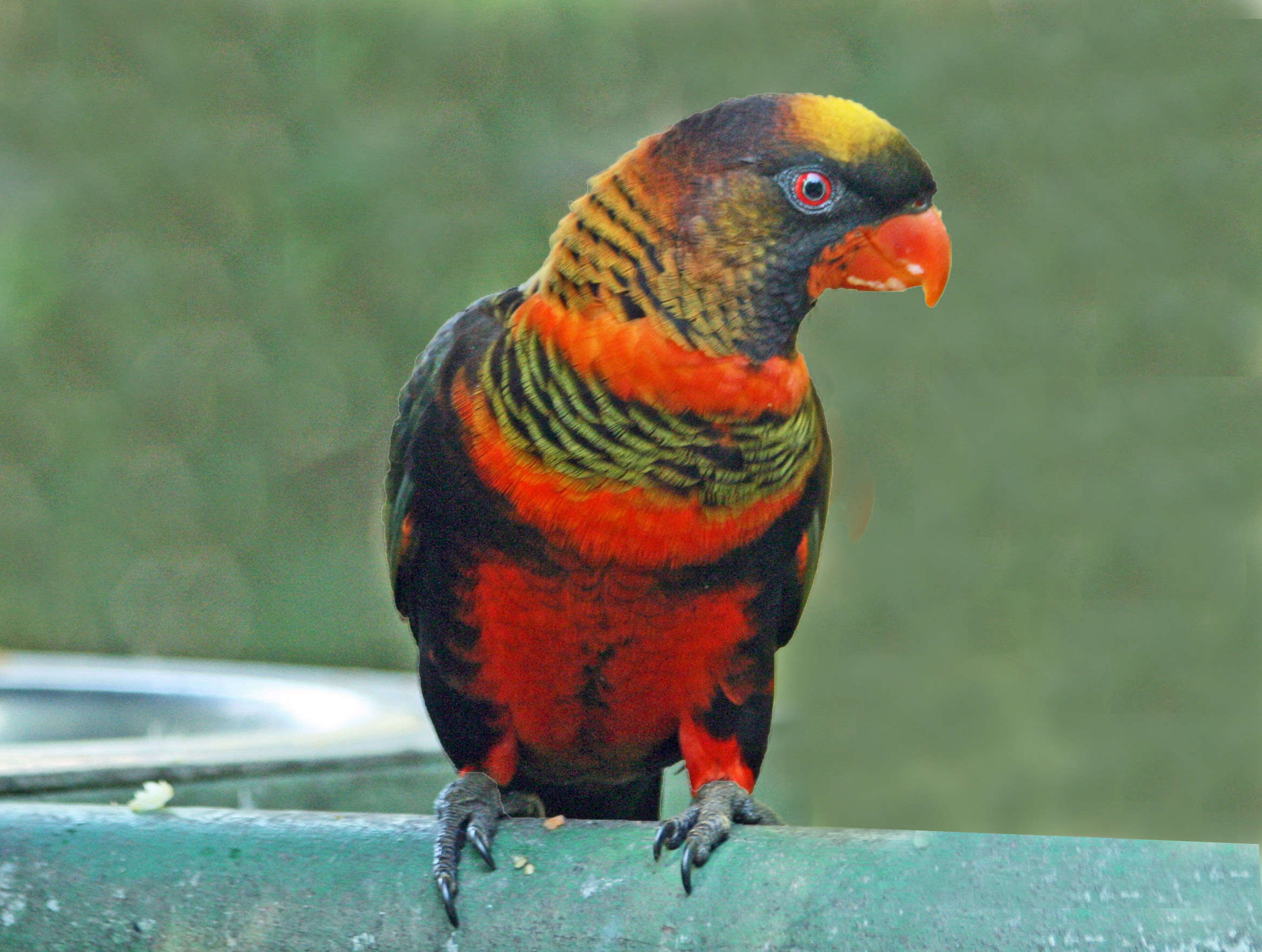
Lori tmavý

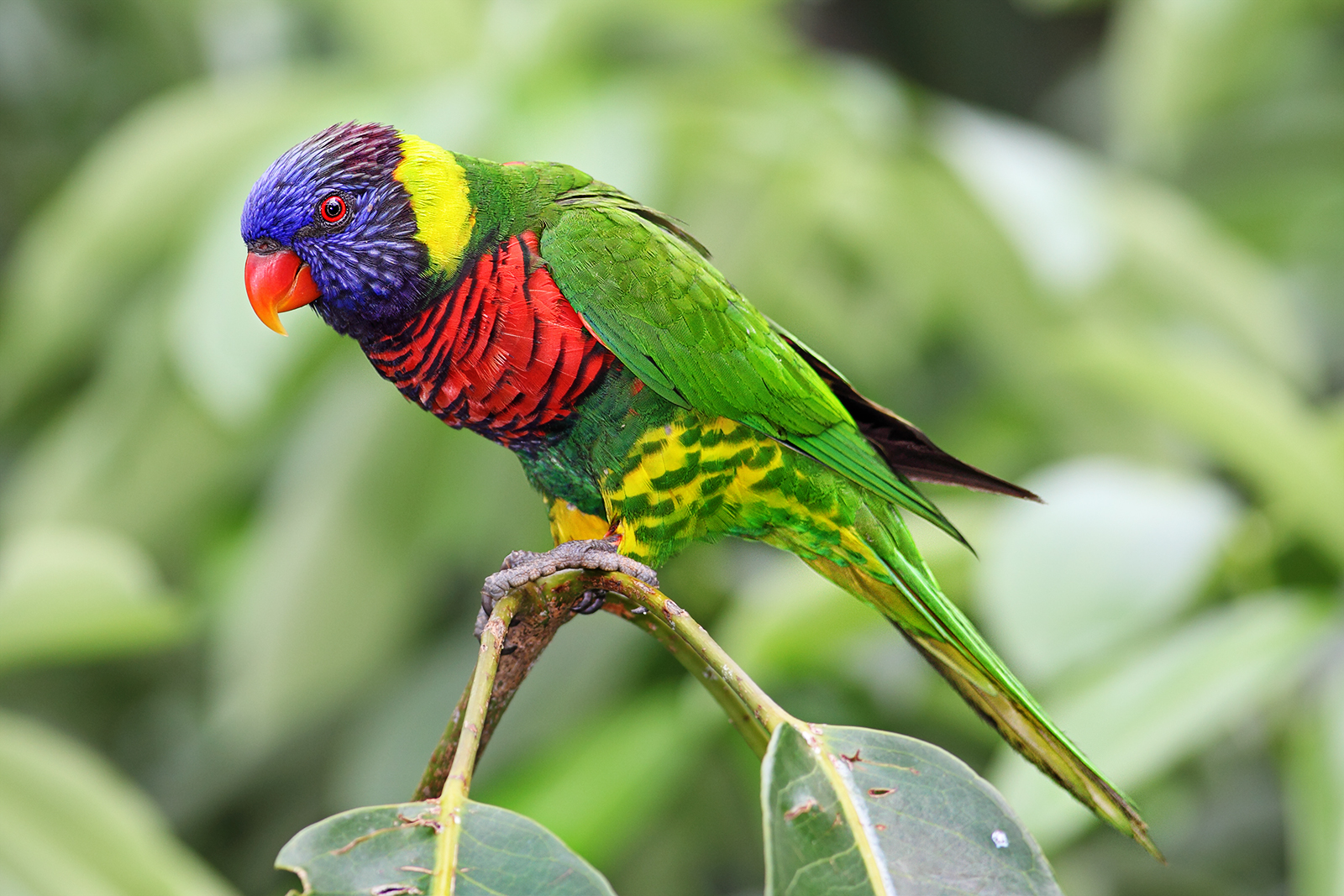
Lori mnohobarvý

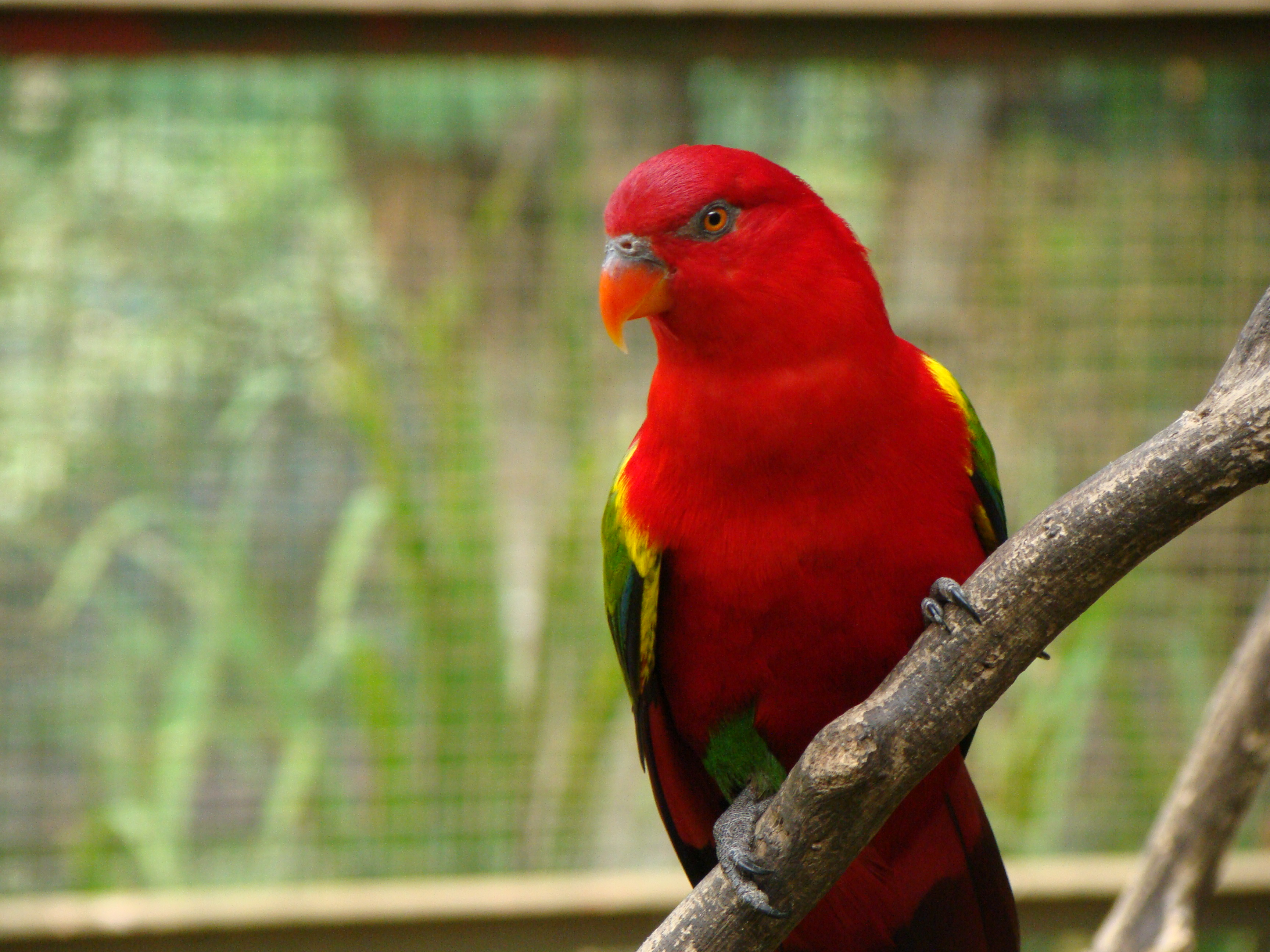
Lori žlutohřbetý

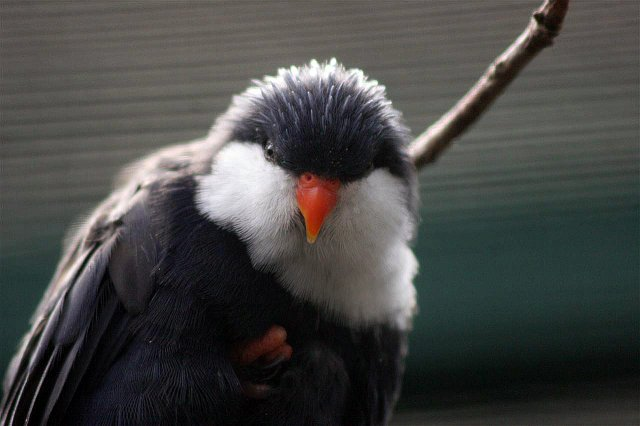
Vini běloprsý

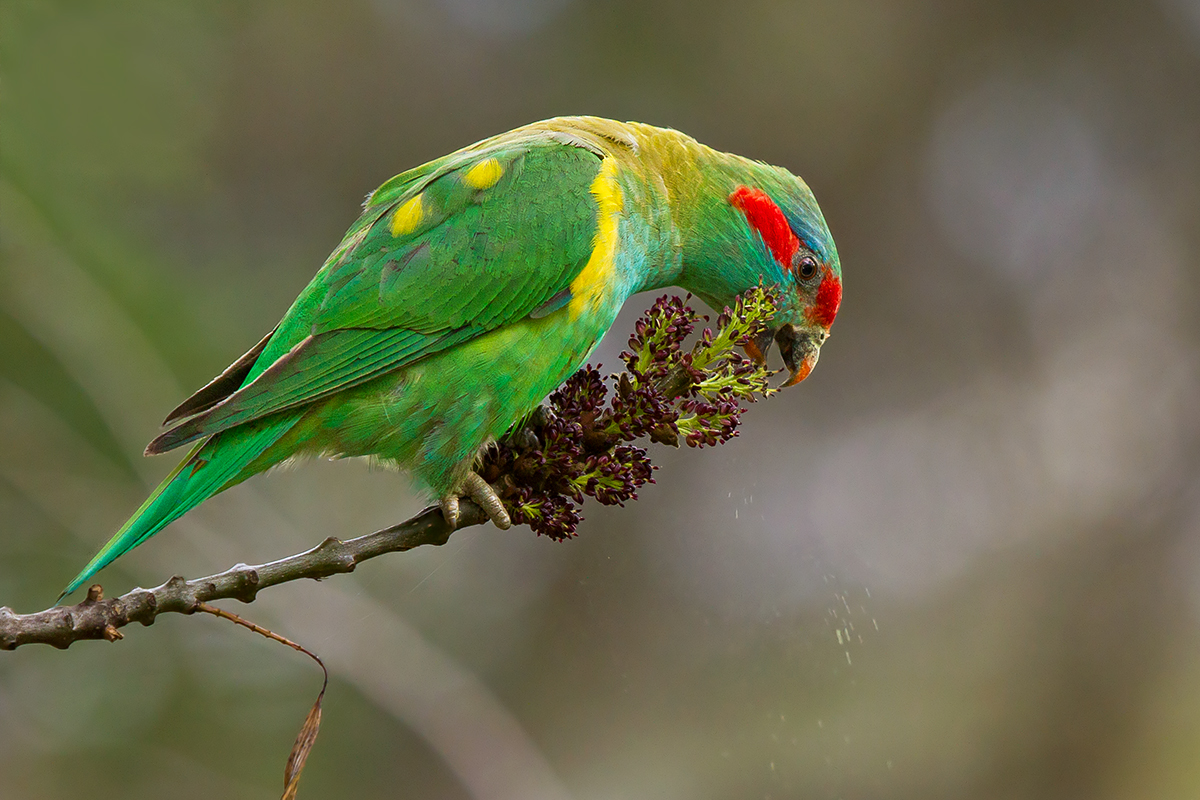
Lori mošusový

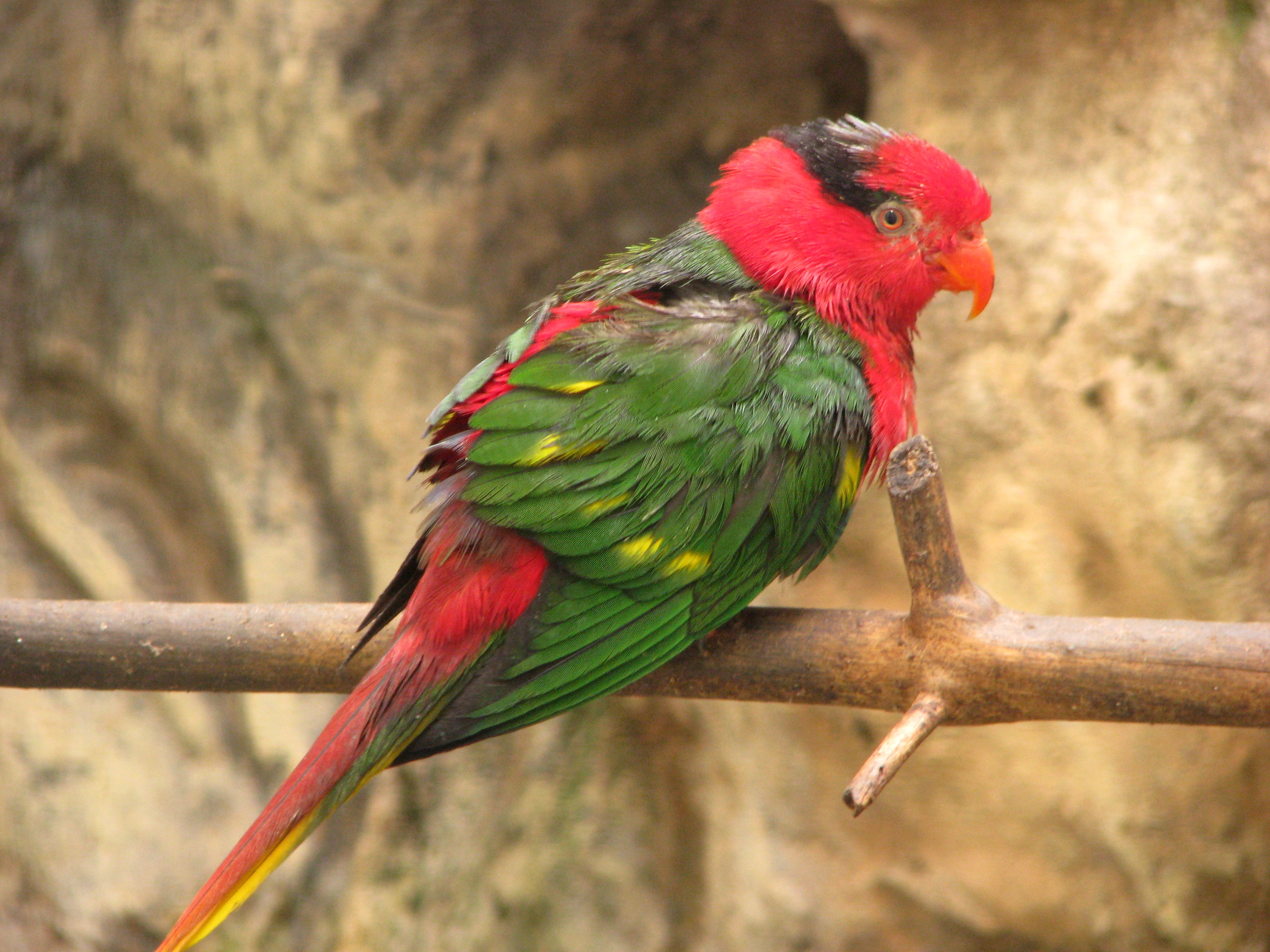
Charmozin horský

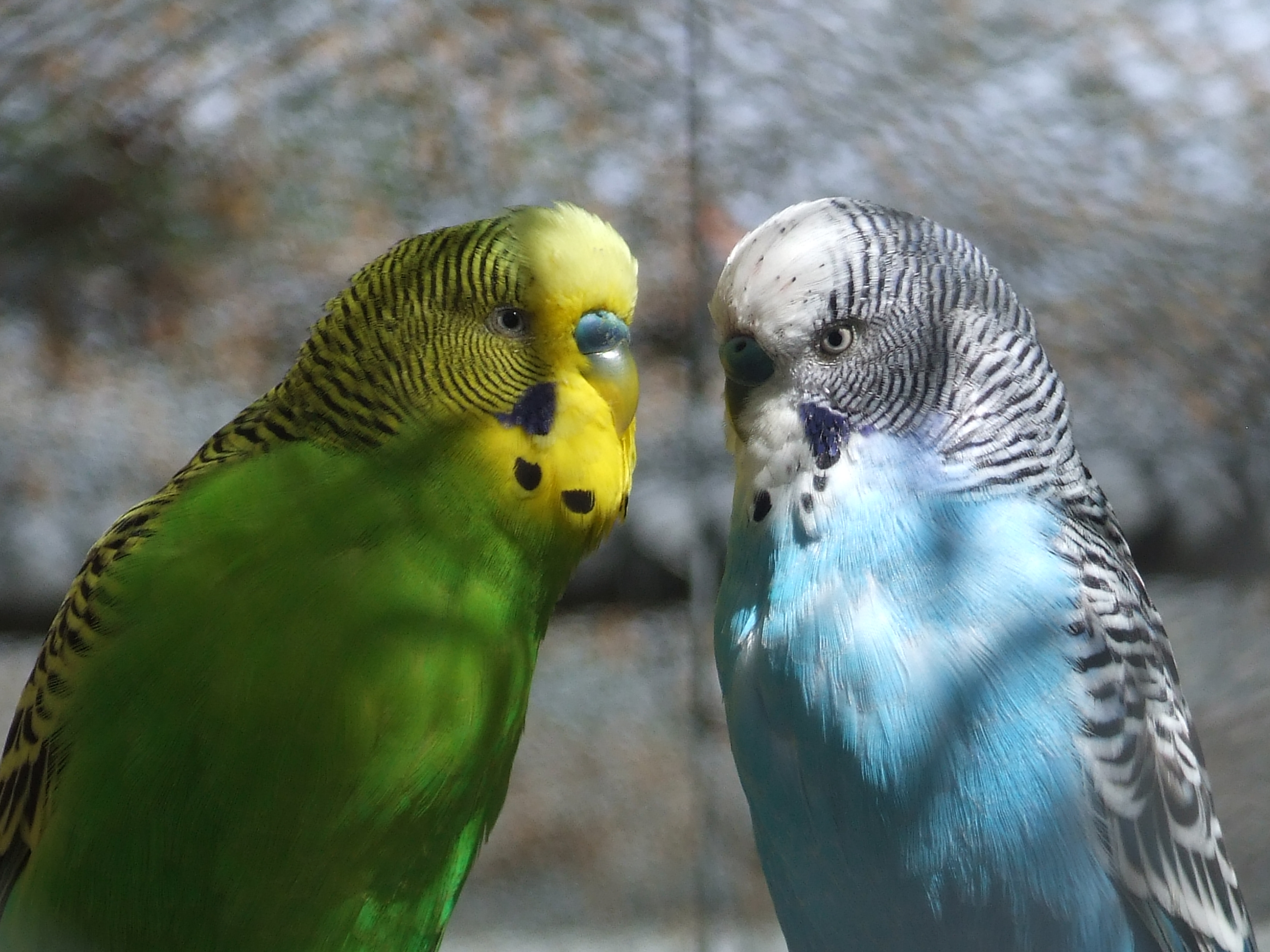
Andulka vlnkovaná

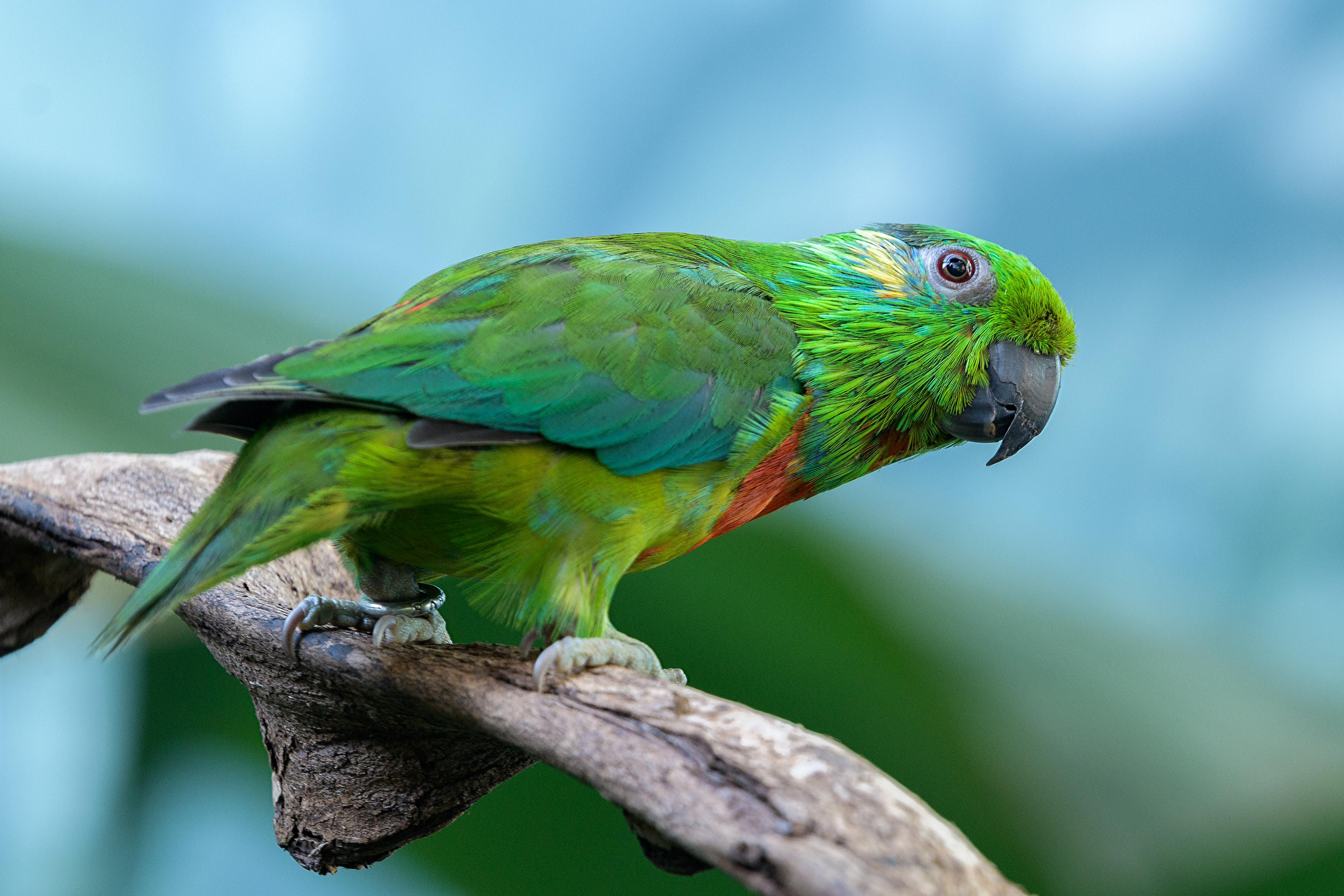
Loríček zlatouchý

- Lori olivový (Chalcopsitta duivenbodei)
- Lori rudočelý (Chalcopsitta scintillata)

#### Rod Eos (lori)
- Lori modrouchý (Eos cyanogenia)
- Lori modrobřichý (Eos squamata)
- Lori čárkovaný (Eos reticulata)
- Lori modroprsý (Eos histrio)
- Lori červený (Eos bornea)
- Lori škraboškový (Eos semilarvata)

#### Rod Pseudeos (lori)
- Lori tmavý (Pseudeos fuscata)
- Lori kardinálský (Pseudeos cardinalis)

#### Rod Trichoglossus (lori)
- Lori ozdobný (Trichoglossus ornatus)
- Lori horský (Trichoglossus moluccanus)
- Lori sumbawský (Trichoglossus forsteni)
- Lori floreský (Trichoglossus weberi)
- Lori měsíčkový (Trichoglossus capistratus)
- Lori mnohobarvý (Trichoglossus haematodus)
- Lori biakský (Trichoglossus rosenbergii)
- Lori rudopáskový (Trichoglossus rubritorquis)
- Lori žlutohlavý (Trichoglossus euteles)
- Lori žlutozelený (Trichoglossus flavoviridis)
- Lori vlnkovaný (Trichoglossus johnstoniae)
- Lori vínorudý (Trichoglossus rubiginosus)
- Lori žlutoskvrnný (Trichoglossus chlorolepidotus)

#### Rod Psitteuteles (lori)
- Lori žíhaný (Psitteuteles versicolor)
- Lori timorský (Psitteuteles iris)
- Lori fialovolící (Psitteuteles goldiei)

#### Rod Lorius (lori)
- Lori žlutohřbetý (Lorius garrulus)
- Lori červenolící (Lorius domicella)
- Lori novoguinejský (Lorius lory)
- Lori zelenokřídlý (Lorius hypoinochrous)
- Lori bělotýlý (Lorius albidinucha)
- Lori zelenoocasý (Lorius chlorocercus)

#### Rod Phigys (lori)
- Lori límcový (Phigys solitarius)

#### Rod Vini (vini)
- Vini modrotemenný (Vini australis)
- Vini rubínový (Vini kuhlii)
- Vini zelenotemenný (Vini stepheni)
- Vini běloprsý (Vini peruviana)
- Vini modrý (Vini ultramarina)

#### Rod Parvipsitta (lori)
- Lori korunkový (Parvipsitta porphyrocephala)
- Lori malý (Parvipsitta pusilla)

#### Rod Glossopsitta (lori)
- Lori mošusový (Glossopsitta concinna)

#### Rod Charmosyna (charmozin)
- Charmozin horský (Charmosyna josefinae)
- Charmozin žlutoprsý (Charmosyna margarethae)
- Charmozin zelený (Charmosyna meeki)
- Charmozin pruhovaný (Charmosyna multistriata)
- Charmozin palmový (Charmosyna palmarum)
- Charmozin papuánský (Charmosyna papou)
- Charmozin červenoboký (Charmosyna placentis)
- Charmozin nádherný (Charmosyna pulchella)
- Charmozin červenohrdlý (Charmosyna rubrigularis)
- Charmozin rudočelý (Charmosyna rubronotata)
- Charmozin Stellin (Charmosyna stellae)
- Charmozin červenohřbetý (Charmosyna wilhelminae)
- Charmozin modrotemenný (Charmosyna diadema)
- Charmozin rudorousý (Charmosyna amabilis)
- Charmozin modročelý (Charmosyna toxopei)

#### Rod Oreopsittacus (lori)
- Lori vousatý (Oreopsittacus arfaki)

#### Rod Neopsittacus (lori)
- Lori skvrnitý (Neopsittacus musschenbroekii)
- Lori smaragdový (Neopsittacus pullicauda)

#### Rod Melopsittacus (andulka)
- Andulka vlnkovaná (Melopsittacus undulatus)

#### Rod Cyclopsitta (loríček)
- Loríček oranžovoprsý (Cyclopsitta gulielmitertii)
- Loríček žlutoboký (Cyclopsitta diophtalma)

#### Rod Psittaculirostris (loríček)
- Loríček červenohlavý (Cyclopsitta gulielmitertii)
- Loríček rudobradý (Cyclopsitta edwardsii)
- Loríček zlatouchý (Cyclopsitta salvadorii)

### Podčeleď Agapornithinae

#### Rod Agapornis (papoušík)

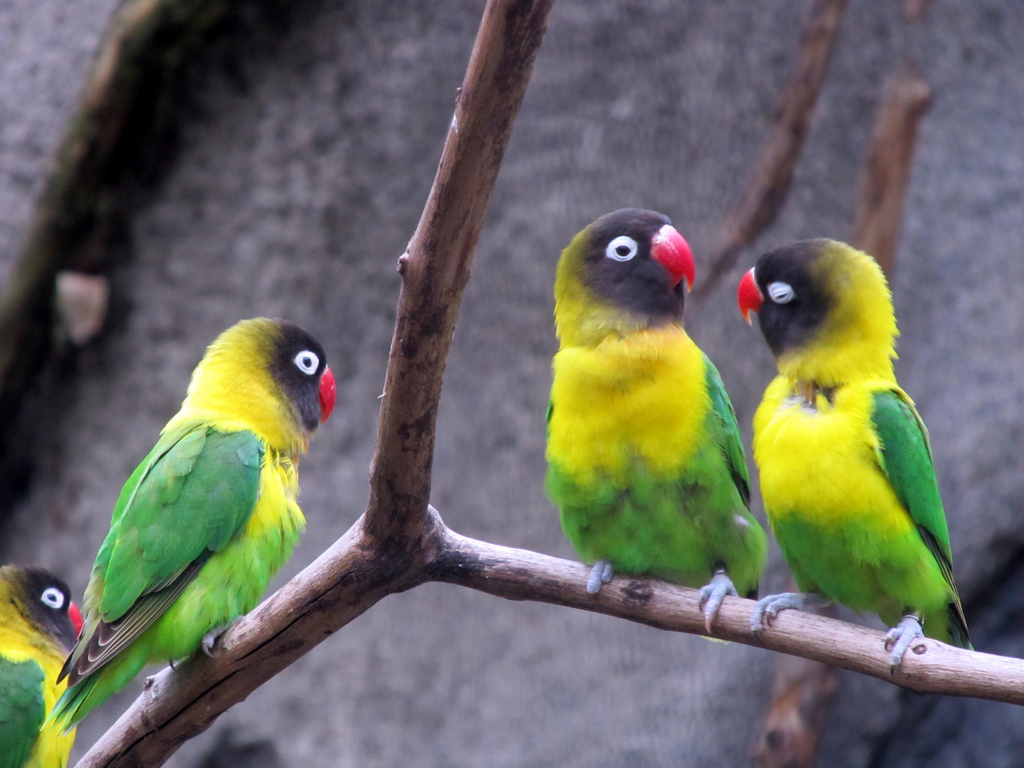
Papoušík škraboškový

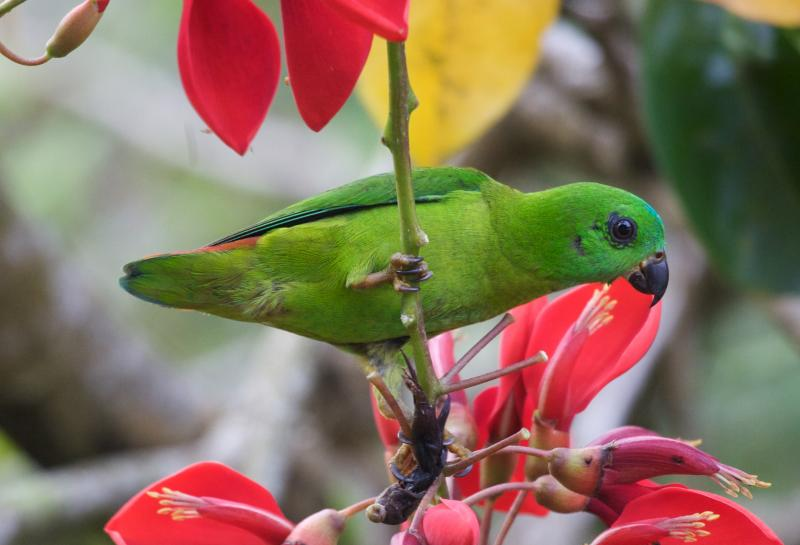
Lorikul korunkatý

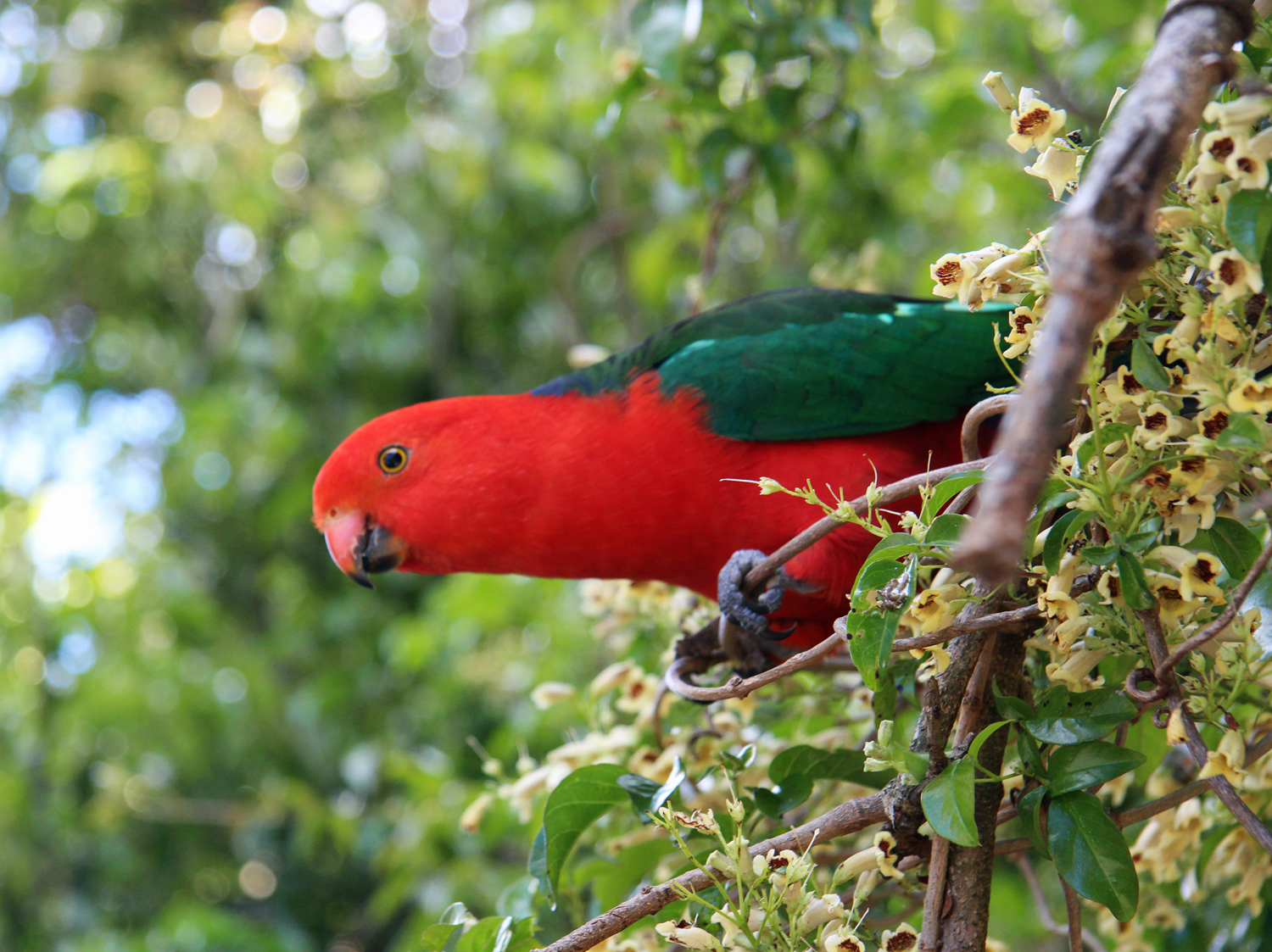
Papoušek královský

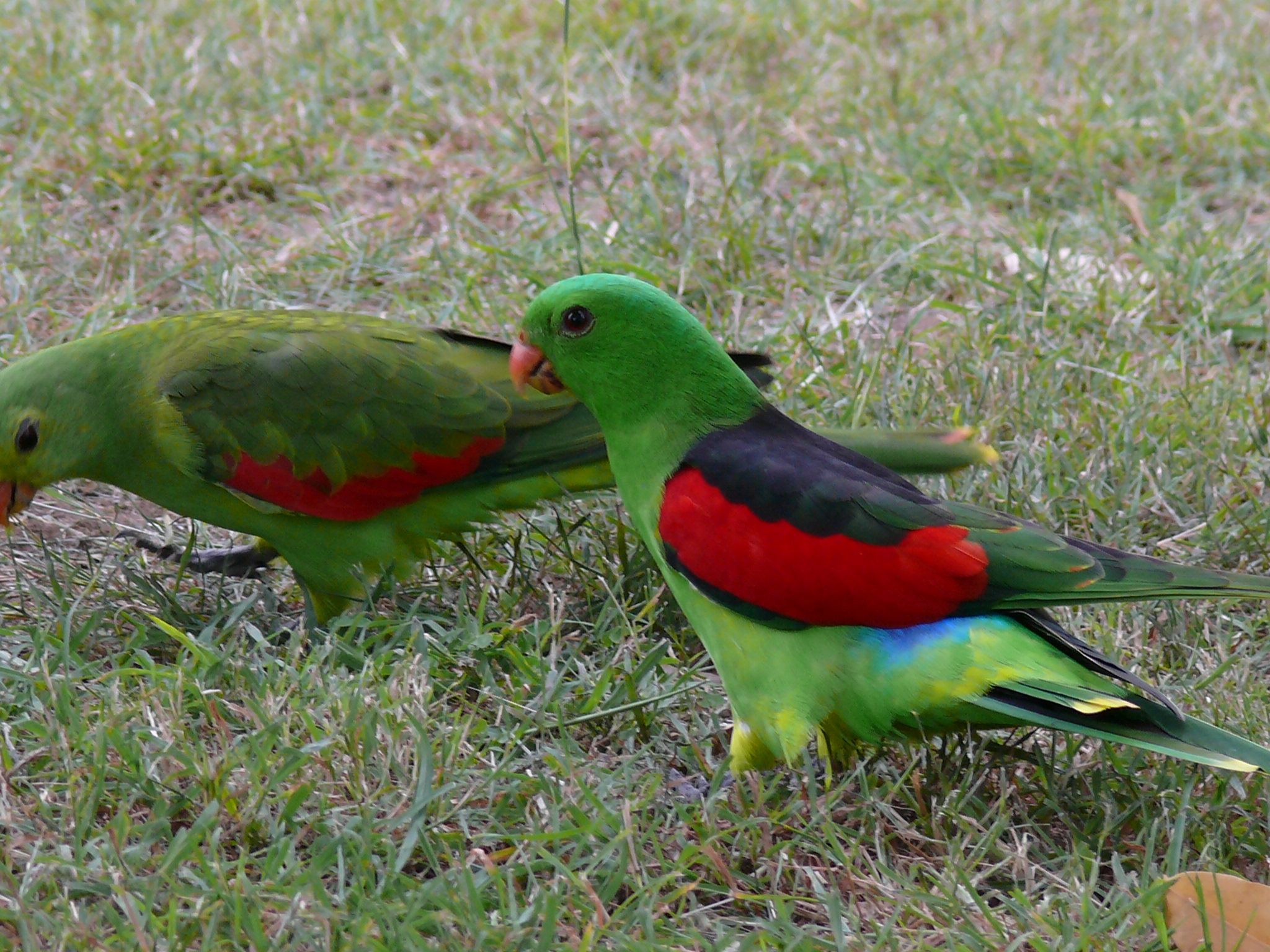
Papoušek červenokřídlý

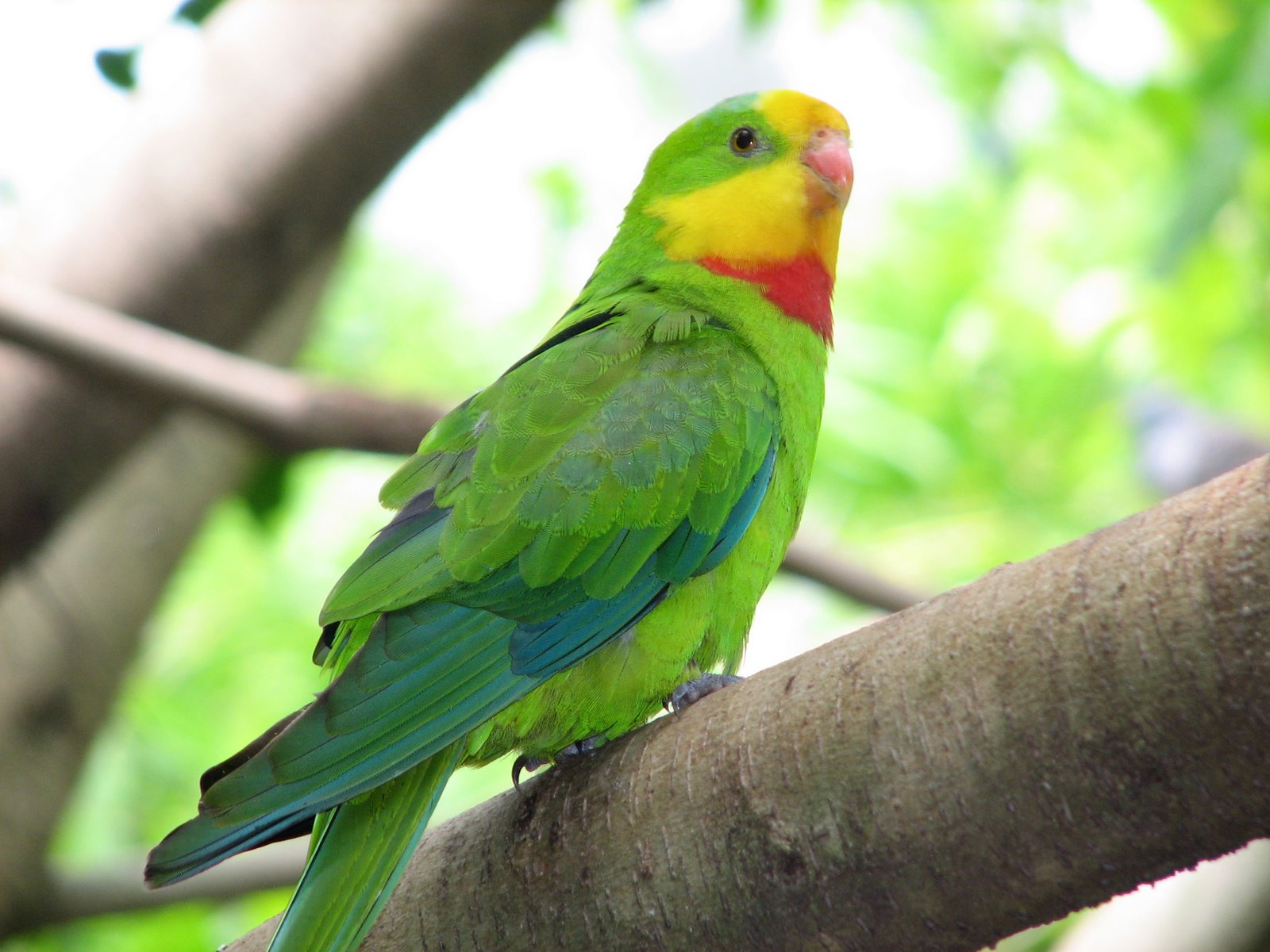
Papoušek nádherný

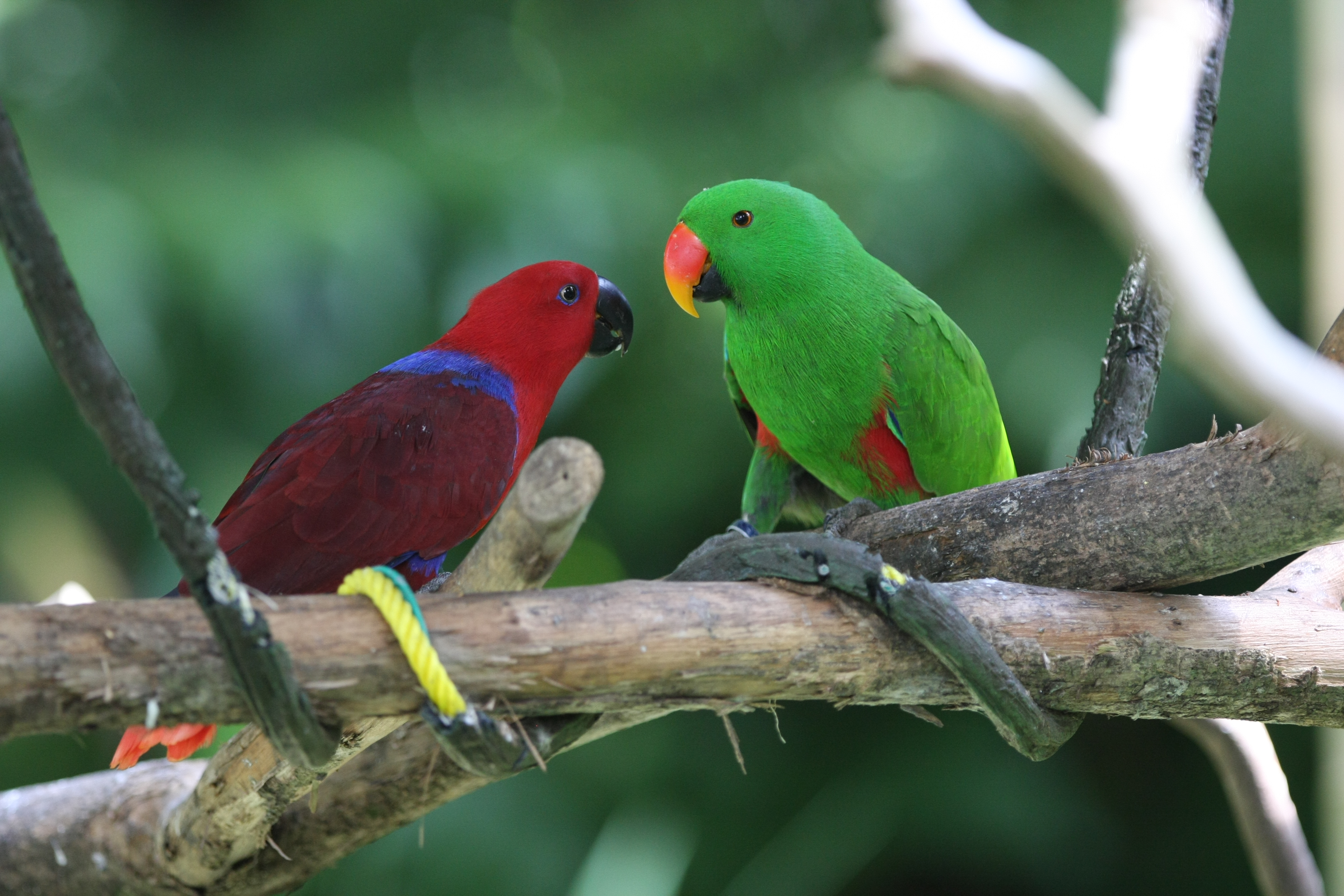
Eklektus různobarvý

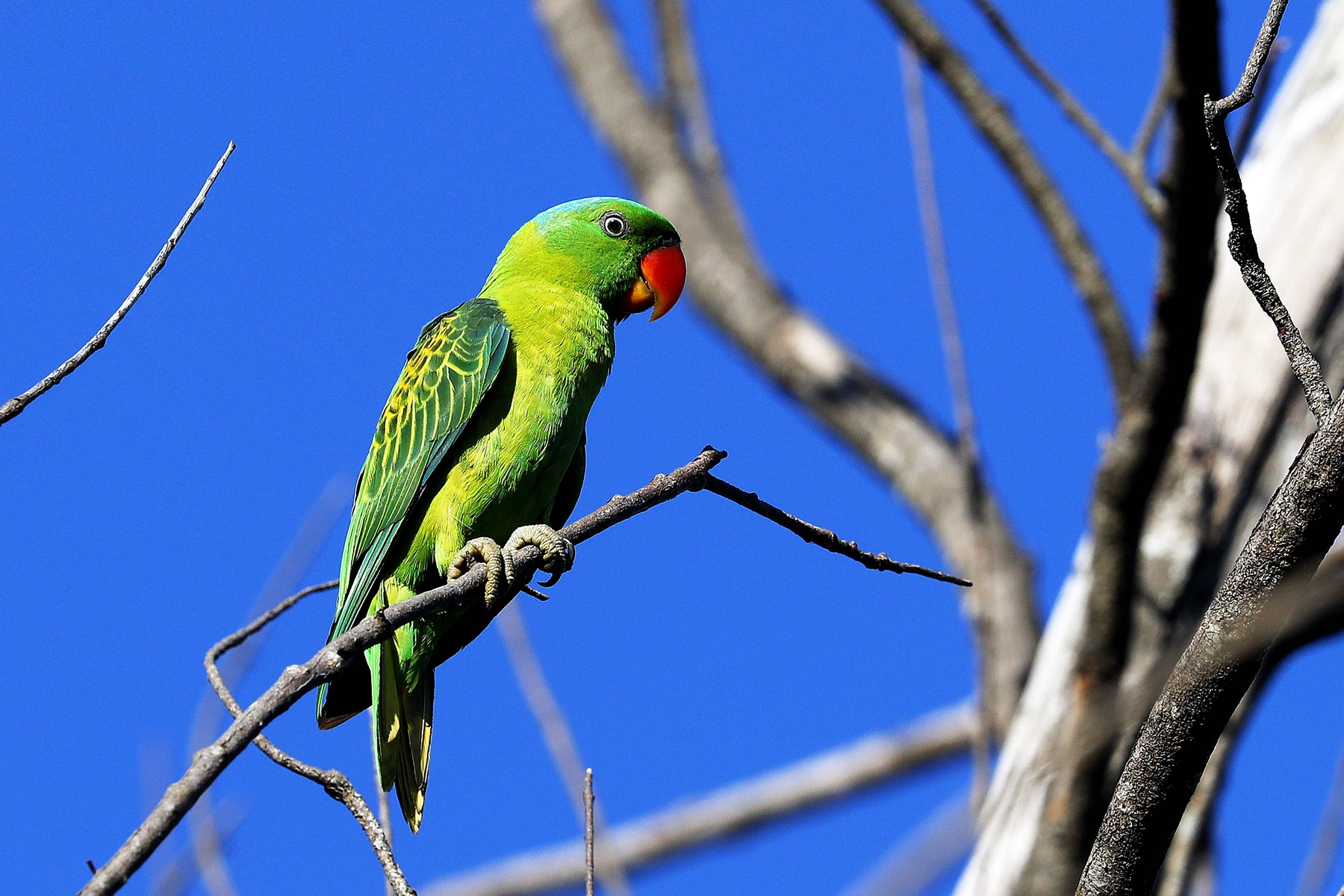
Mada modrotemenný

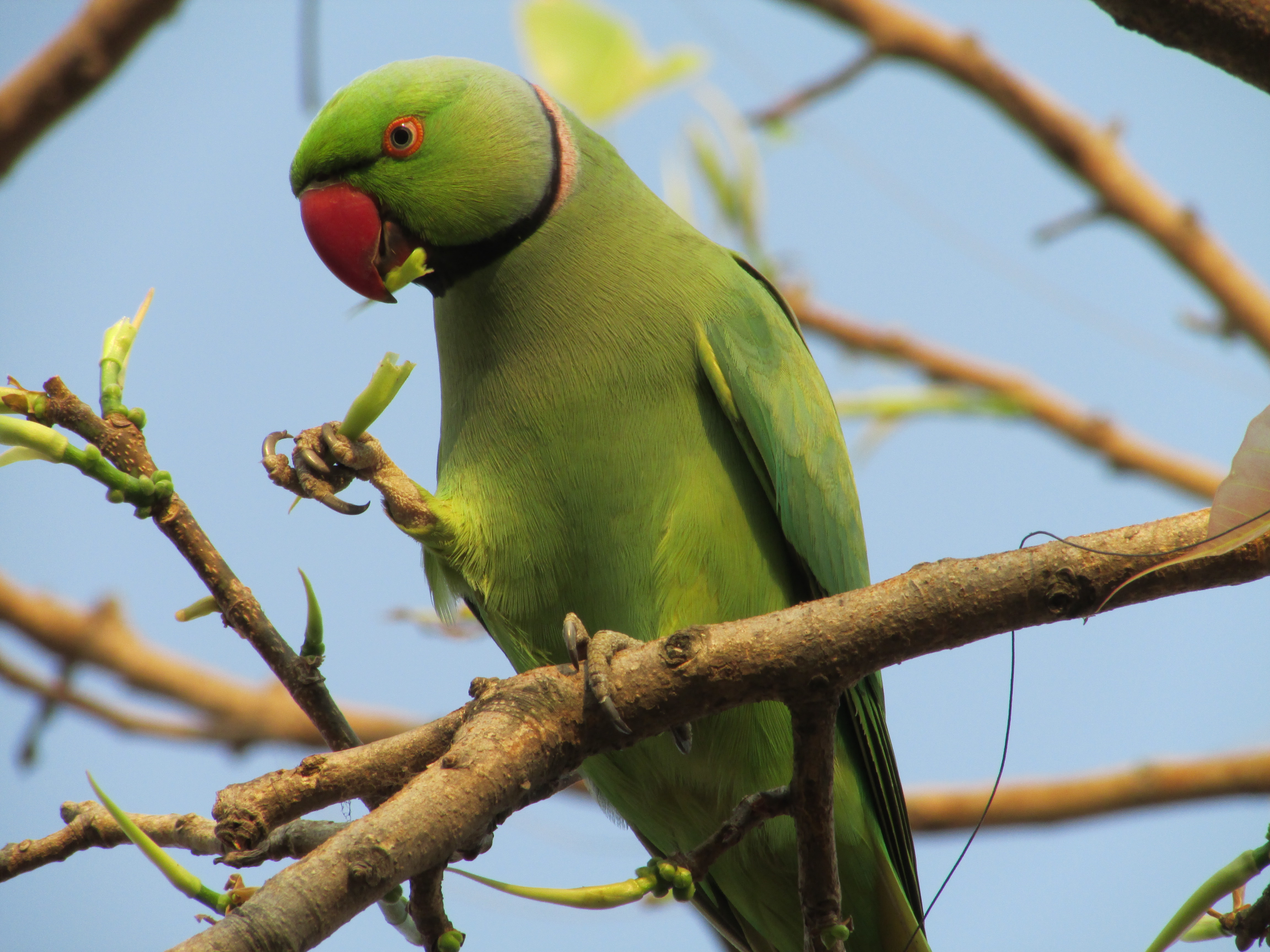
Alexandr malý

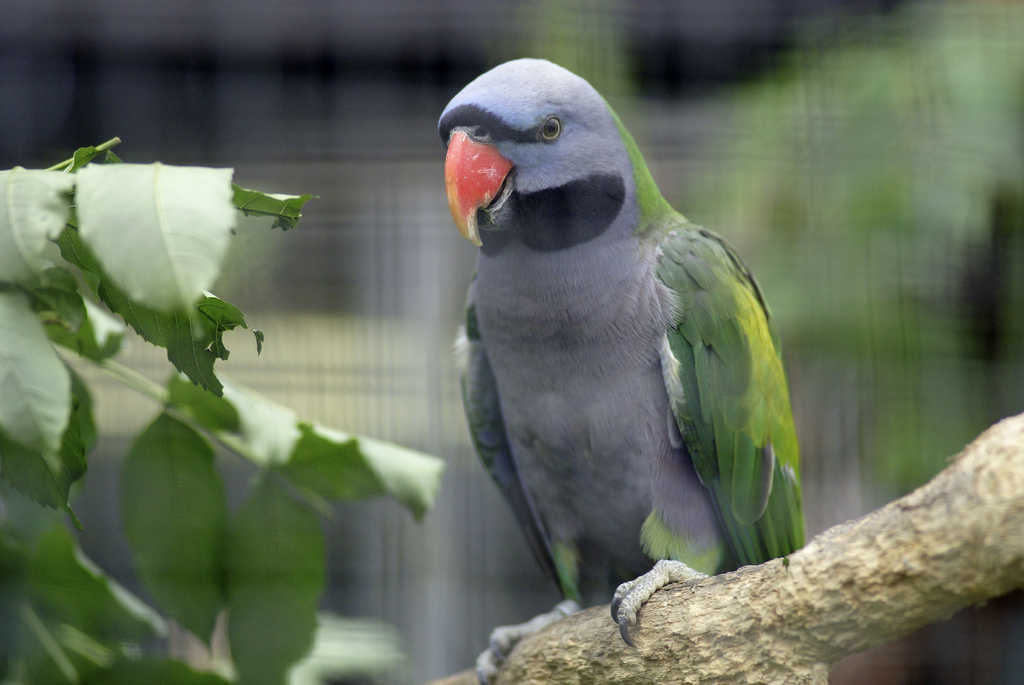
Alexandr čínský

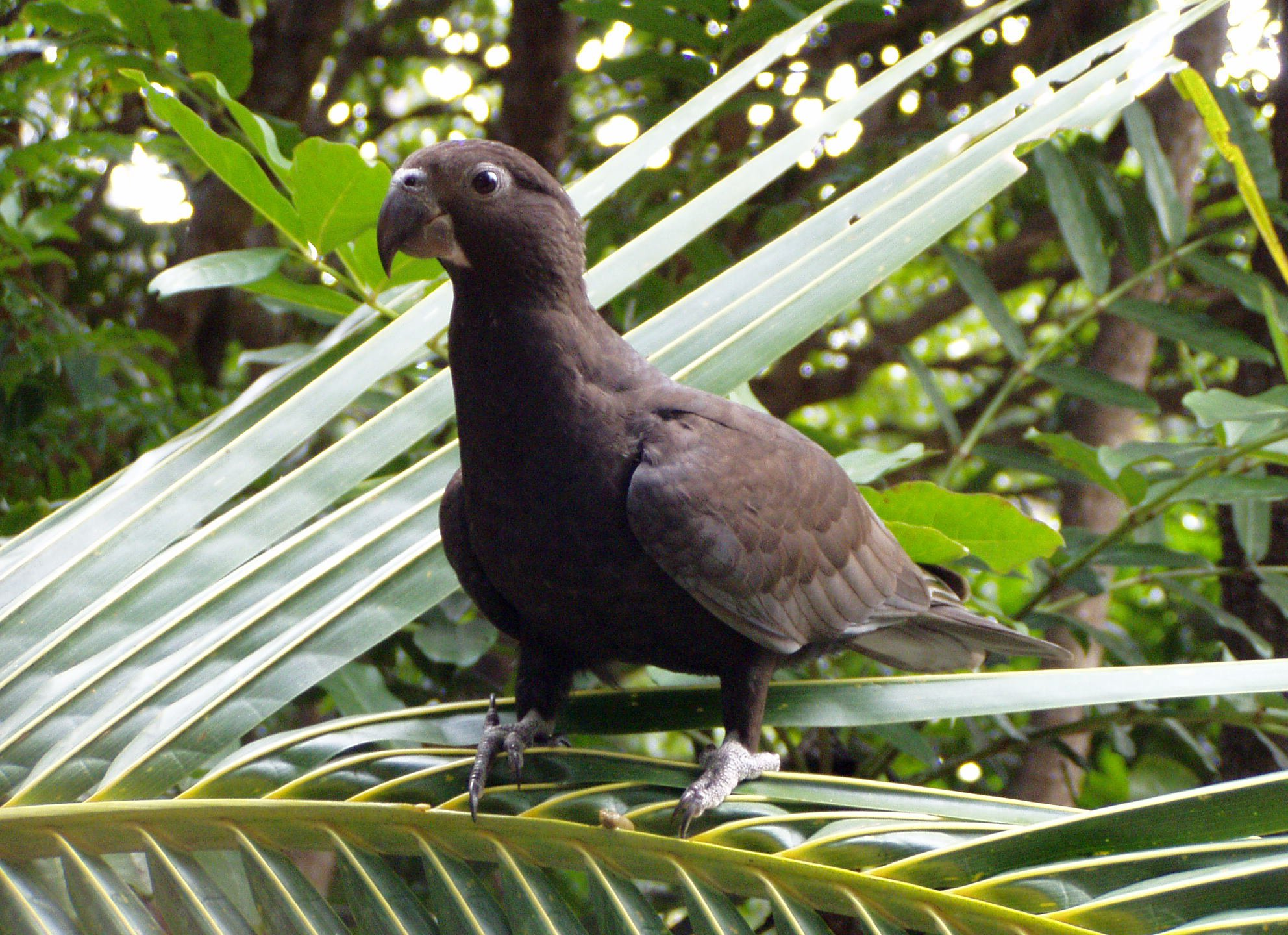
Vaza velký

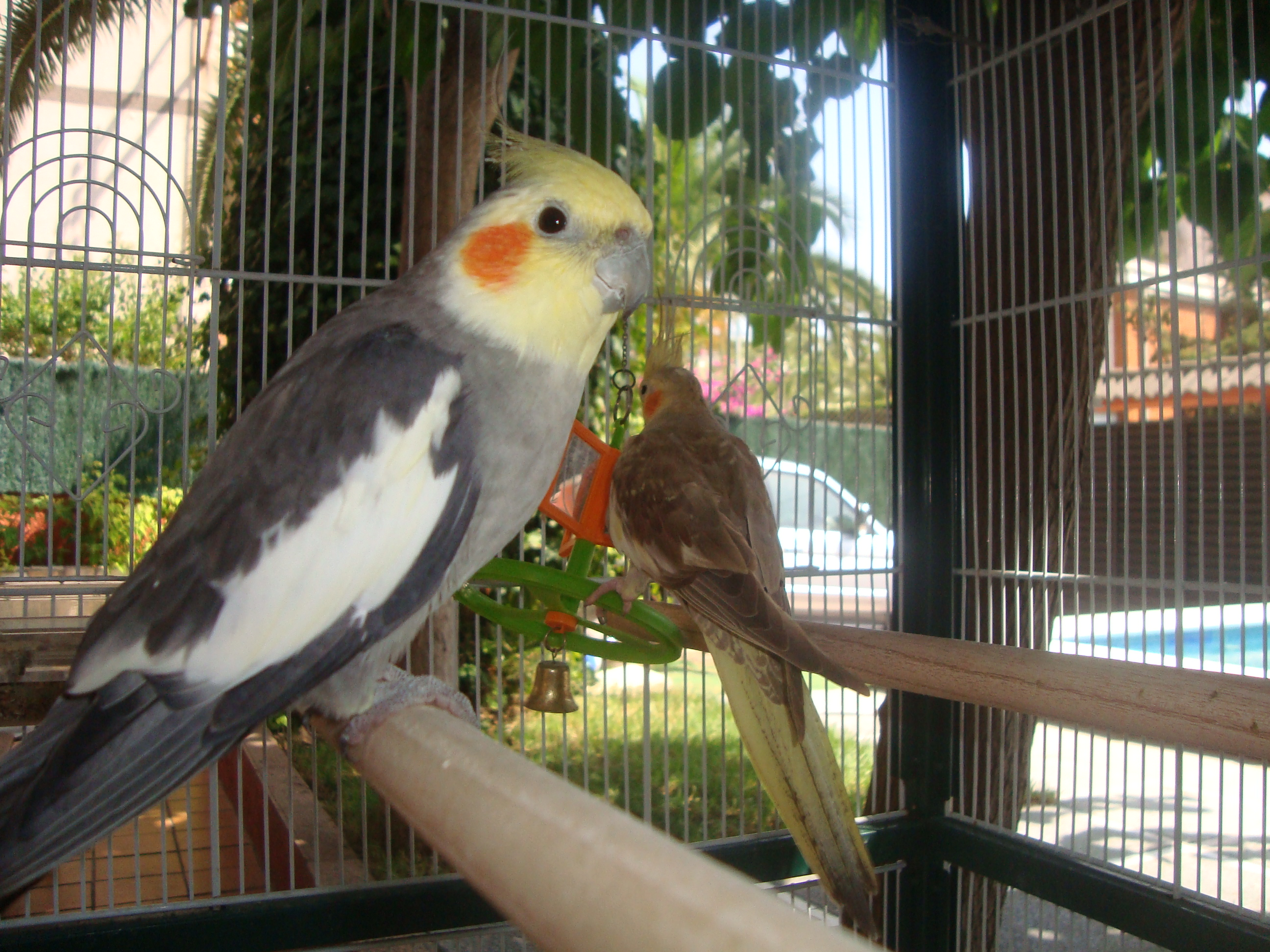
Korela chocholatá

- Papoušík růžohrdlý (Agapornis roseicollis)
- Papoušík škraboškový (Agapornis personatus)
- Papoušík Fischerův (Agapornis fischeri)
- Papoušík růžohlavý (Agapornis lilianae)
- Papoušík hnědohlavý (Agapornis nigrigenis)
- Papoušík šedohlavý (Agapornis canus)
- Papoušík etiopský (Agapornis taranta)
- Papoušík oranžovohlavý (Agapornis pullarius)
- Papoušík zelenohlavý (Agapornis swindernianus)

#### Rod Bolbopsittacus (loríček)
- Loríček modrobradý (Bolbopsittacus lunulatus)

#### Rod Loriculus (lorikul)
- Lorikul ozdobný (Loriculus amabilis)
- Lorikul žlutočelý (Loriculus aurantiifrons)
- Lorikul srílanský (Loriculus beryllinus)
- Lorikul sangiheský (Loriculus catamene)
- Lorikul červenoskvrnný (Loriculus exilis)
- Lorikul rudohrdlý (Loriculus flosculus)
- Lorikul korunkatý (Loriculus galgulus)
- Lorikul suluský (Loriculus sclateri)
- Lorikul červenočelý (Loriculus stigmatus)
- Lorikul bismarcký (Loriculus tener)
- Lorikul filipínský (Loriculus tener)
- Lorikul žlutoprsý (Loriculus pusillus)
- Lorikul modrobradý (Loriculus vernalis)

### Podčeleď Psittaculinae

#### Rod Alisterus
- Papoušek amboinský (Alisterus amboinensis)
- Papoušek královský (Alisterus scapularis)
- Papoušek karmínový (Alisterus chloropterus)

#### Rod Aprosmictus
- Papoušek timorský (Aprosmictus jonquillaceus)
- Papoušek červenokřídlý (Aprosmictus erythropterus)

#### Rod Polytelis
- Papoušek nádherný (Polytelis swainsonii)
- Papoušek kouřový (Polytelis anthopeplus)
- Papoušek Alexandřin (Polytelis alexandrae)

#### Rod Prioniturus (mada)
- Mada korunkatý (Prioniturus montanus)
- Mada mindanaoský (Prioniturus waterstradti)
- Mada žlutobřichý (Prioniturus platenae)
- Mada zelený (Prioniturus luconensis)
- Mada žlutozelený (Prioniturus discurus)
- Mada mindorský (Prioniturus mindorensis)
- Mada zelenohlavý (Prioniturus verticalis)
- Mada kopistový (Prioniturus flavicans)
- Mada zlatokrký (Prioniturus platurus)
- Mada vlajkový (Prioniturus mada)

#### Rod Eclectus (eklektus)
- Eklektus různobarvý (Eclectus roratus)

#### Rod Geoffroyus
- Papoušek uzdičkový (Geoffroyus geoffroyi)
- Papoušek zelenohlavý (Geoffroyus simplex)
- Papoušek žlutohlavý (Geoffroyus geoffroyi)

#### Rod Tanyghatus (mada)
- Mada červenoramenný (Tanygnathus megalorynchos)
- Mada modrotemenný (Tanygnathus lucionensis)
- Mada noční (Tanygnathus sumatranus)
- Mada černopásý (Tanygnathus gramineus)

#### Rod Psittinus
- Papoušek krátkoocasý (Psittinus cyanurus)

#### Rod Psittacula (alexandr)
- Alexandr réunionský (Psittacula eques)
- Alexandr malý (Psittacula krameri)
- Alexandr velký (Psittacula eupatria)
- Alexandr rudohlavý (Psittacula cyanocephala)
- Alexandr švestkový (Psittacula roseata)
- Alexandr černohlavý (Psittacula himalayana)
- Alexandr Finschův (Psittacula finschii)
- Alexandr šedý (Psittacula columboides)
- Alexandr smaragdový (Psittacula calthrapae)
- Alexandr čínský (Psittacula derbiana)
- Alexandr růžový (Psittacula alexandri)
- Alexandr šedohlavý (Psittacula caniceps)
- Alexandr dlouhoocasý (Psittacula longicauda)
- Alexandr mauricijský (Psittacula echo)

#### Rod Micropsitta (papoušínek)
- Papoušínek okrovolící (Micropsitta pusio)
- Papoušínek žlutotemenný (Micropsitta keiensis)
- Papoušínek modrotemenný (Micropsitta geelvinkiana)
- Papoušínek žlutoprsý (Micropsitta meeki)
- Papoušínek zelený (Micropsitta finschii)
- Papoušínek pestrý (Micropsitta bruijnii)

## Čeleď Psittrichasiidae

### Podčeleď Coracopsinae

#### Rod Coracopsis (vaza)
- Vaza velký (Coracopsis vasa)
- Vaza malý (Coracopsis nigra)
- Vaza seychelský (Coracopsis barklyi)
- Vaza komorský (Coracopsis sibilans)

#### Rod Psittrichas (tricha)
- Tricha orlí (Psittrichas fulgidus)

## Čeleď Cacatuidae (kakaduovití)

### Podčeleď Nymphicinae

#### Rod Nymphicus (korela)

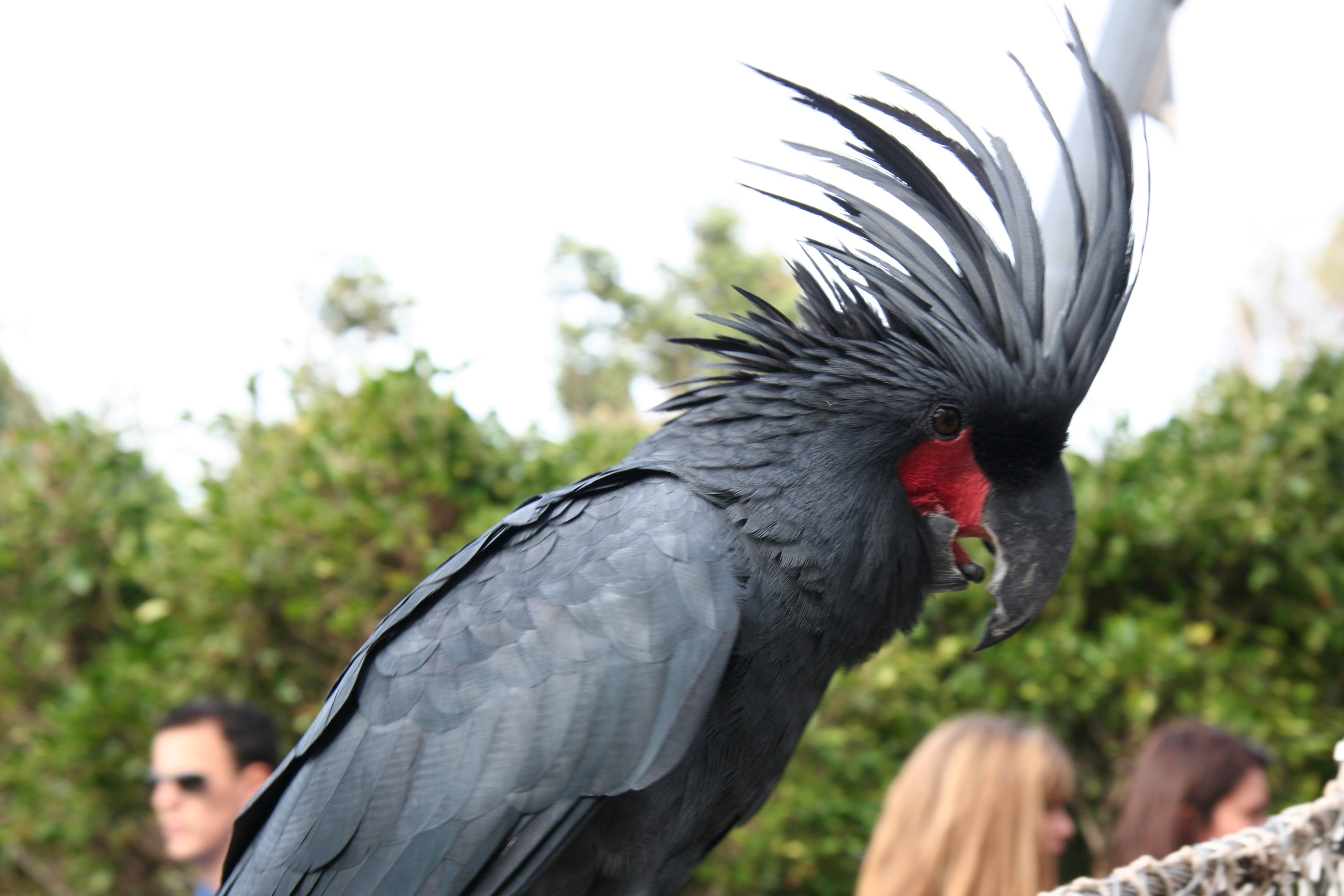
Kakadu arový

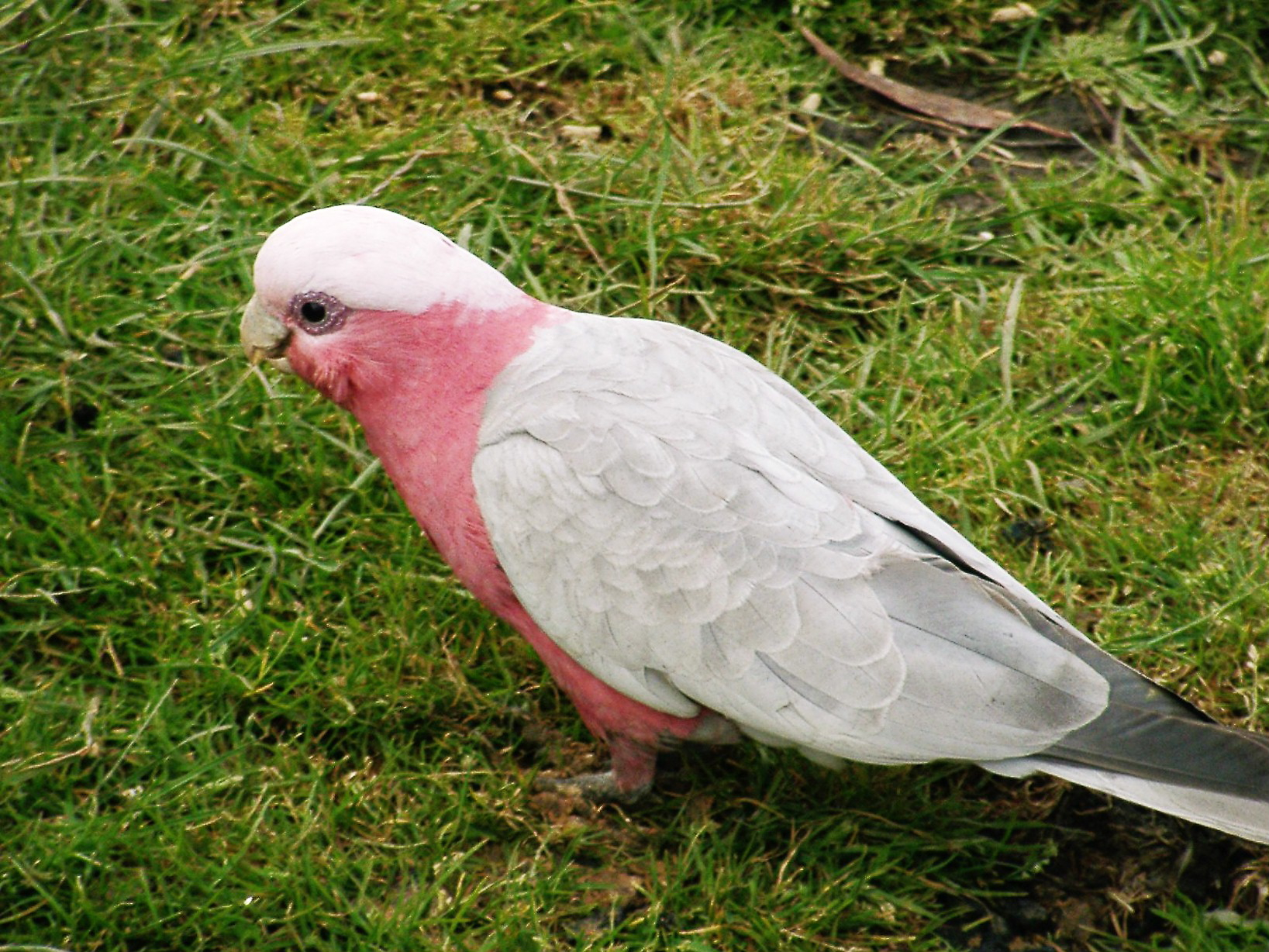
Kakadu růžový

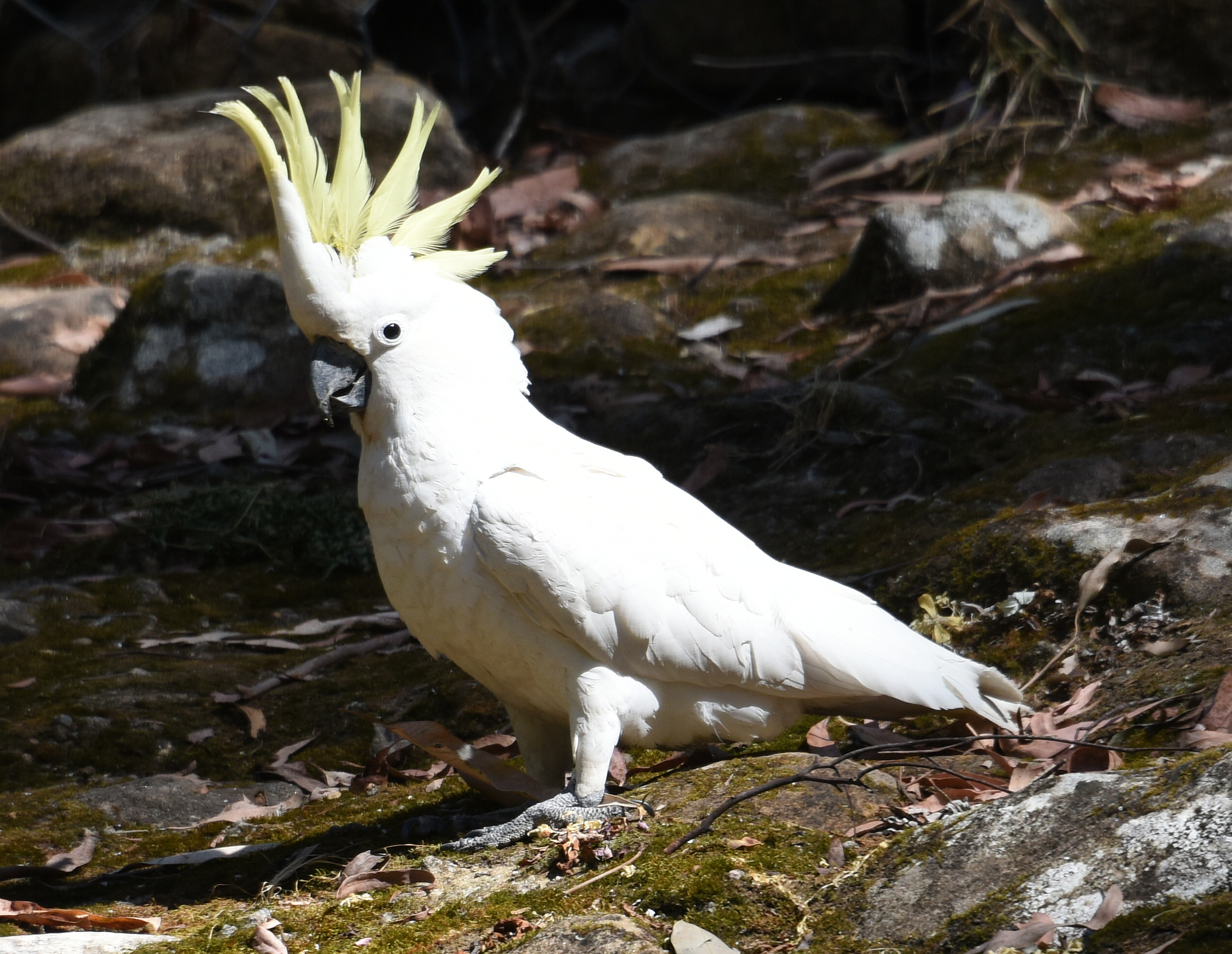
Kakadu žlutočečelatý

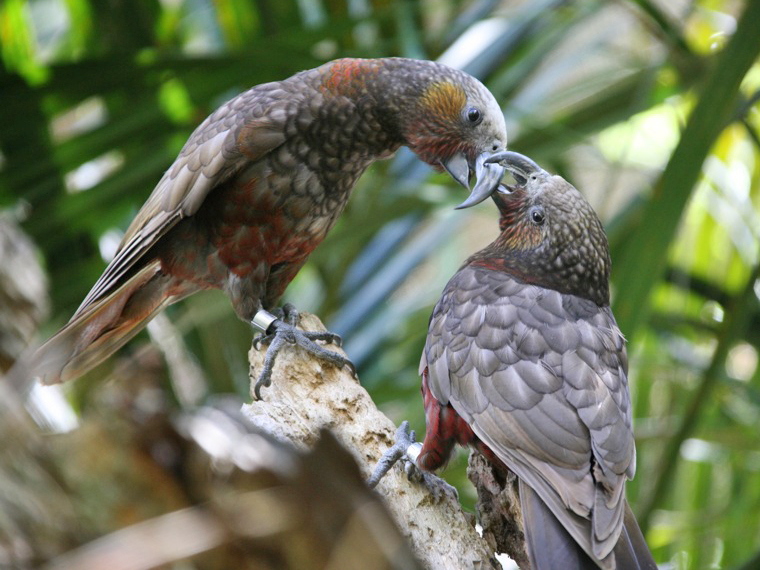
Nestor kaka

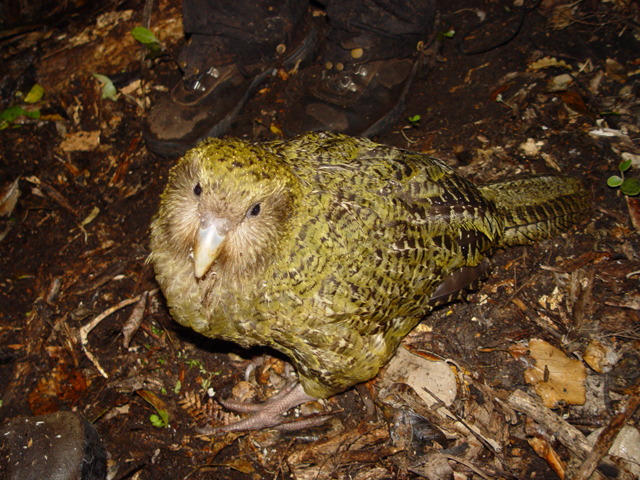
Kakapo soví

- Korela chocholatá (Nymphicus hollandicus)

### Podčeleď Calyptorhynchinae

#### Rod Calyptorhynchus (kakadu)
- Kakadu havraní (Calyptorhynchus banksii)
- Kakadu hnědohlavý (Calyptorhynchus lathami)

#### Rod Zanda (kakadu)
- Kakadu dlouhozobý (Zanda baudinii)
- Kakadu černý (Zanda funereus)
- Kakadu krátkozobý (Zanda latirostris)

### Podčeleď Cacatuinae

#### Rod Probosciger (kakadu)
- Kakadu arový (Probosciger aterrimus)

#### Rod Callocephalon (kakadu)
- Kakadu přílbový (Callocephalon fimbriatum)

#### Rod Eolophus (kakadu)
- Kakadu růžový (Callocephalon roseicapilla)

#### Rod Cacatua (kakadu)
- Kakadu bílý (Cacatua alba)
- Kakadu šalamounský (Cacatua ducorpsii)
- Kakadu žlutočečelatý (Cacatua galerita)
- Kakadu Goffinův (Cacatua goffiniana)
- Kakadu filipínský (Cacatua haematuropygia)
- Kakadu inka (Cacatua leadbeateri)
- Kakadu molucký (Cacatua moluccensis)
- Kakadu brýlový (Cacatua ophthalmica)
- Kakadu hrabavý (Cacatua pastinator)
- Kakadu naholící (Cacatua sanguinea)
- Kakadu žlutolící (Cacatua sulphurea)
- Kakadu tenkozobý (Cacatua tenuirostris)

## Čeleď Nestoridae

#### Rod Nestor (nestor)
- Nestor kaka (Nestor meridionalis)
- Nestor kea (Nestor notabilis)

## Čeleď Strigopidae

#### Rod Strigops (kakapo)
- Kakapo soví (Strigops habroptilus)